# 中華人民共和國香港特別行政區維護國家安全法
《中华人民共和国香港特别行政区维护国家安全法》（簡稱香港国安法、港区国安法或港版国安法）為中华人民共和国一部全国性法律，于2020年6月30日由第十三屆全國人民代表大會常務委員會通过，同日以全国性法律形式纳入《香港特别行政区基本法》附件三中，在香港特别行政区公布实施。 
香港國家安全法是2020年度全国立法工作计划裏要「加快制訂」的立法項目，2020年6月1日由全国人大常委会委员长栗战书主持的第五十八次委员长会议审议通过後新增。其草案由委员长会议提请2020年6月18日召开的第十三届全国人大常委会第十九次会议進行第一次审议，在2020年6月28日召开的第二十次会议進行第二次审议，於2020年6月30日表決通過。全国人大常委会會議又决定将本法列入《香港特別行政區基本法》附件三，由香港特别行政区政府在当地公布实施。
香港国安法条文以中国内地施行的大陆法系为基础撰写，并非香港所采用的普通法系之论述。为对接香港法律体系，条文附以有关指明用词与注释说明用词。香港本地法律与此法不一致者，适用此法规定。香港国安法的解释权属全国人民代表大会常务委员会。
香港国安法未有公开意见征求或咨询阶段、施行前未公開法律內容，情況罕見。除本法外，近年只有針對海峽兩岸關係的2005年《反分裂國家法》在通過法律後才公布全文內容。
截至2025年6月，共有326人涉及涉嫌從事危害國家安全的行為和活動的案件被捕，當中165人已被定罪。至於國安處在2020年11月5日開設的舉報熱線，保安局指截至2025年6月12日，共接獲超過90萬個舉報訊息。

## 立法背景

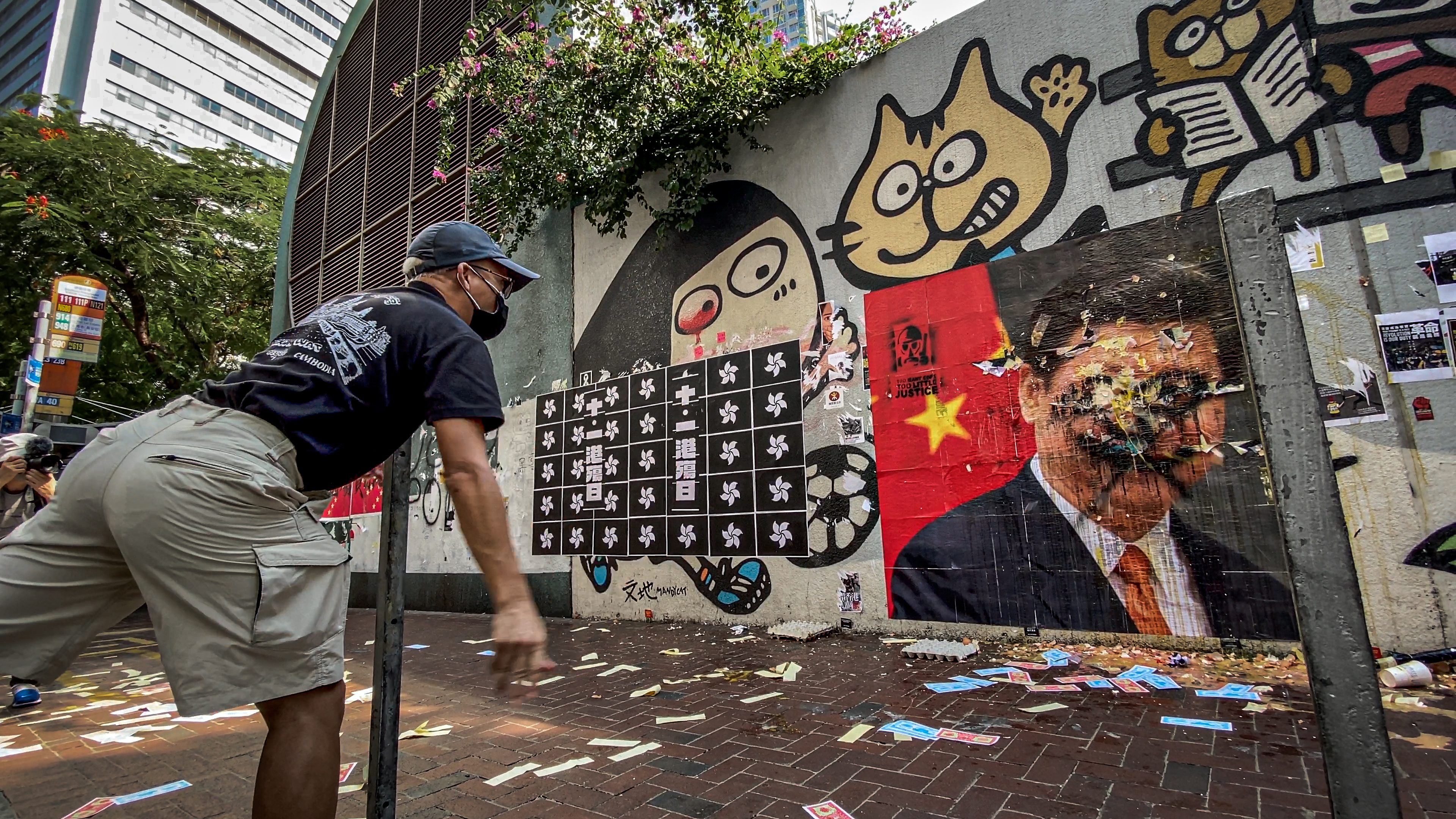
2019年10月1日香港示威人士向中共總書記習近平的肖像扔雞蛋抗議

英國於1997年根據《中英聯合聲明》將香港交還中華人民共和國，而附帶實施的《香港基本法》第23條列明「香港特別行政區應自行立法禁止任何叛國、分裂國家、煽動叛亂、顛覆中央人民政府及竊取國家機密的行為」。香港回歸初期，為平穩過渡，故特區政府未有提出國安立法；直至到第二任董建華政府在中央政府的支持下，於2002年秋季就23條立法展開三個月公眾諮詢期，並且倉促於2003年刊憲草案並提交立法會審議，由於23條立法條文模糊嚴苛、導致香港民眾感到不安和反感，引發近50萬港人參與2003年七一遊行，在巨大的民意壓力下政府撤回草案。:284
2014年，香港爆發「雨傘運動」、民眾以非暴力公民抗命爭取真普選，然而香港政府拒絕回應訴求，運動最終失敗；雨傘運動後本土派乘勢崛起，中共機關報《人民日報》「聲稱極少數人想通過香港進而在內地搞『顏色革命』」；中國國務院副總理張德江在雨傘革命結束後稱「香港社會中的過激勢力有所抬頭」，他表示「任何公然鼓吹『香港獨立』、『城邦自決』之類的分裂言行都是不得人心的，是不能容忍的」。中共中央總書記習近平在同年主持召開中國共產黨中央國家安全委員會第一次會議，提出「總體國家安全觀」，強調國家安全的重要性。2017年10月召開的中共十九大將習近平堅持的「總體國家安全觀」列入《中共黨章》。
2016年2月8日，旺角街頭小販被食環署驅趕事件導致本土派組織「本土民主前線」號召民眾抗議，引爆警民衝突。中共中央主辦的《環球時報》稱事件中的抗議者是「極端本土派的暴徒」，中聯辦主任張曉明稱事件是「激進分離勢力作亂」，香港基本法委員會委員饒戈平呼籲香港政府盡快進行23條立法，稱「如此方能遏止分裂勢力」。同年，香港律政司司長袁國強表示「港獨」違反《基本法》，稱當局正在循四個方面處理「港獨」問題，包括《公司條例》、《社團條例》、《刑事罪行條例》和其他方面的刑事罪行；而行政長官梁振英也說到「鼓吹『港獨』或自決的人除了要考慮法律問題，還需考慮政治和經濟後果」。
之後香港政府於2018年9月引用《社團條例》第8條，以「維護國家安全」等為由禁止主張「港獨」的香港民族黨繼續運作，引發爭議；香港大學法學院副院長傅華伶接受端傳媒訪問時表示「從中央層面，會認為香港現存（保障國安）法律不夠——陳浩天（前香港民族黨領袖）如果以個人名義提倡『港獨』，在現在的香港他是無罪的。公安條例、社團條例，都不會觸犯到」。中央政府在香港政府取締民族黨後，向行政長官發出公函、聲稱支持港府決定，提及政府應依法履行維護國家安全的憲制責任。
香港在2019年中爆發反對逃犯條例修訂草案運動，中共中央總書記習近平對此強調要「止暴制亂」，時任保安局局長李家超在區議會選舉前接受中國中央電視台專訪，強調「總書記（習近平）支持行政長官、支持警隊、支持我們司法機關」。
據港區全國人大代表兼香港立法會議員田北辰透露，2019年10月1日發生在中華人民共和國國慶70周年大閱兵同日的香港多區示威遊行是促使中共中央決定訂立《港區國安法》的關鍵事件。在2020年5月第十三屆全國人大三次會議開幕前的最後時刻，中央才決定將國安法列入全國人大會議議程，並且列在《香港基本法》附件三中直接頒布實施。

## 立法进程
2019年10月31日，中共十九届四中全会闭幕，会议公报提出“党领导一国两制”和“建立健全特别行政区维护国家安全的法律制度和执行机制”。
2019年12月16日，《关于建立健全香港特别行政区维护国家安全的法律制度和执行机制的决定》列入全国人大常委会2020年度立法工作计划。
2020年5月18日，第十三届全国人大常委会第十八次会议听取和审议了《国务院关于香港特别行政区维护国家安全情况的报告》。全国人大常委会法制工作委员会拟订了《全国人民代表大会关于建立健全香港特别行政区维护国家安全的法律制度和执行机制的决定（草案）》；全国人大常委会审议该草案后，决定将其提交至第十三届全国人大三次会议审议。
2020年5月21日，第十三届全国人民代表大会第三次会议预备会议通过第十三届全国人民代表大会第三次会议议程，审议全国人民代表大会常务委员会关于提请审议《全国人民代表大会关于建立健全香港特别行政区维护国家安全的法律制度和执行机制的决定（草案）》的议案。2020年5月22日，第十三届全国人民代表大会第三次会议第一次全体会议，中共中央政治局委员、全国人大常委会副委员长王晨受全国人大常委会的委托，作关于《全国人民代表大会关于建立健全香港特别行政区维护国家安全的法律制度和执行机制的决定（草案）》的说明。2020年5月25日，第十三届全国人民代表大会第三次会议代表小组会议审议全国人民代表大会关于建立健全香港特别行政区维护国家安全的法律制度和执行机制的决定草案；26日，代表小组会议审议决定草案修改稿；28日，代表小组会议审议决定草案建议表决稿。
2020年5月28日，第十三届全国人民代表大会第三次会议第三次全体会议表决通过全国人民代表大会关于建立健全香港特别行政区维护国家安全的法律制度和执行机制的决定草案。
2020年6月1日，第五十八次委员长会议审议通过了调整后的年度立法工作计划，计划中增加加快制定香港特别行政区维护国家安全的相关法律。2020年6月17日，第六十次委员长会议提请2020年6月18日召开的十三届全国人大常委会第十九次会议审议《中华人民共和国香港特别行政区维护国家安全法（草案）》。
2020年6月18日，十三届全国人大常委会第十九次会议审议《中华人民共和国香港特别行政区维护国家安全法（草案）》。受全国人大常委会委员长会议委托，全国人大常委会法制工作委员会主任沈春耀作了说明。19日，分组审议草案。
2020年6月30日上午，第十三届全国人大常委会第二十次会议第二次全体会议以162票全票通过《中華人民共和國香港特別行政區維護國家安全法》。同日下午，会议经表决，全票通过《全国人民代表大会常务委员会关于增加〈中华人民共和国香港特别行政区基本法〉附件三所列全国性法律的决定》，决定将《中华人民共和国香港特别行政区维护国家安全法》列入《中华人民共和国香港特别行政区基本法》附件三，明确由香港特别行政区在当地公布才能夠实施。同日，中华人民共和国主席习近平签署第四十九号《主席令》，根据全国人大常委会的决定公布该法律。行政長官林鄭月娥簽署法律公告，特區政府於當晚11時發出新聞稿，表示《中華人民共和國香港特別行政區維護國家安全法》公布，即日晚上11時生效。2020年7月3日晚，法例英譯本刊載，由於是全國性法律，主體文件的法定語文是中文。

## 内容
《香港特别行政区维护国家安全法》对防范、制止和惩治发生在香港特别行政区的「分裂国家」、「颠覆国家政权」、「恐怖活动」、「勾结外国或者境外势力危害国家安全」等四类犯罪行为的具体构成和相应的刑事责任，作出了规定。
《香港特别行政区维护国家安全法》共有六章，分别为总则、香港特别行政区维护国家安全的职责和机构、罪行和处罚、案件管辖與法律适用和程序、中央人民政府驻香港特别行政区维护国家安全机构和附则，共六十六条。是一部兼具实体法、程序法和组织法内容的综合性法律，主要内容包括：
1. 中華人民共和國中央人民政府对和香港特别行政区对于国家安全的责任；
2. 香港特别行政区建立健全维护国家安全的相关机构及其职责。
3. 四类危害国家安全的罪行和处罚。
4. 案件管辖、法律适用和程序。
5. 设立中央人民政府驻香港特别行政区维护国家安全公署[36]。

### 维护国安机构

#### 中央人民政府驻香港特区维护国家安全公署

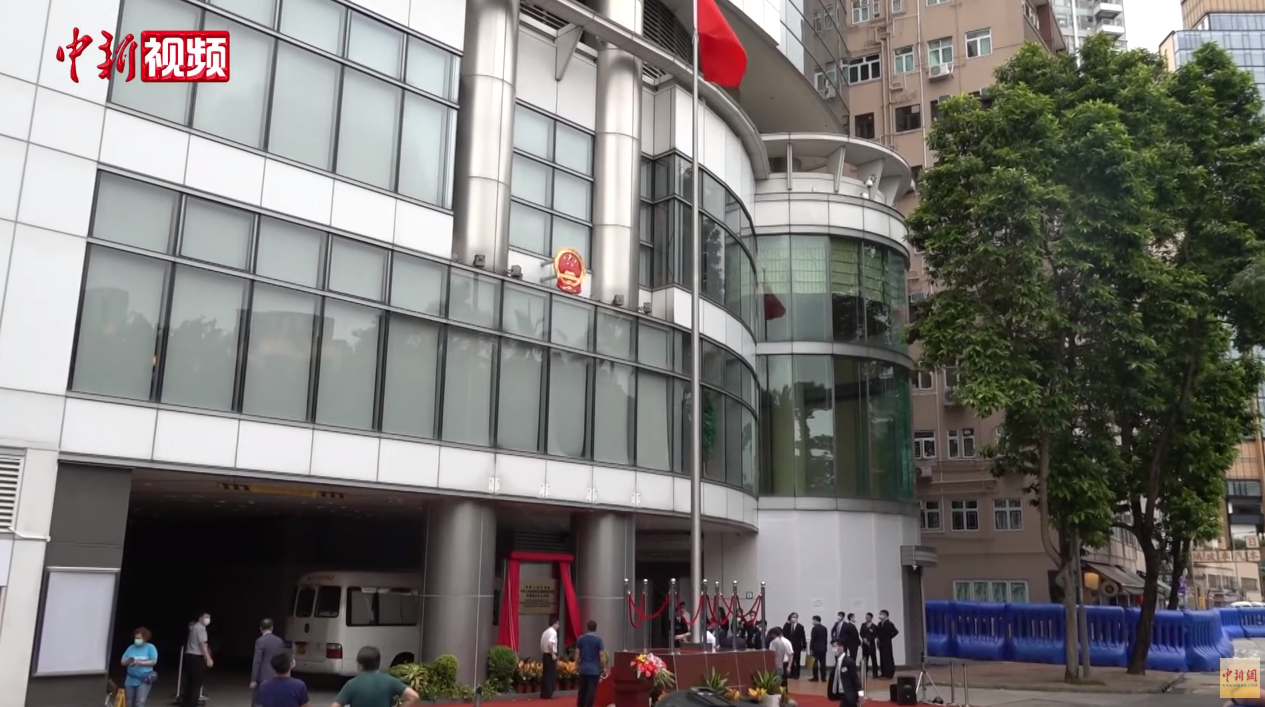
中央人民政府驻香港特区维护国家安全公署在銅鑼灣維景酒店的原臨時總部

根據《香港特别行政区维护国家安全法》內容，中華人民共和國中央人民政府（國務院）將在香港設立驻香港特别行政区维护国家安全公署。中央驻港国安公署职责为：“分析研判香港特别行政区维护国家安全形势，就维护国家安全重大战略和重要政策提出意见和建议；监督、指导、协调、支持香港特别行政区履行维护国家安全的职责；收集分析国家安全情报信息；依法办理危害国家安全犯罪案件。”《维护国家安全法》第五十五条规定，如国安案件涉及三种情况的，由中央驻港国安公署直接行使管辖权。三种情况款为：
1. 案件涉及外国或者境外势力介入的复杂情况，香港特别行政区管辖确有困难的；
2. 出现香港特别行政区政府无法有效执行本法的严重情况的；
3. 出现国家安全面临重大现实威胁的情况的。

根据法工委关于《香港特别行政区维护国家安全法》草案說明，驻港国家安全公署和国家有关机关将只在“特殊情况下”对“极少数”危害国家安全犯罪案件行使管辖权。
2020年7月3日，国务院任命郑雁雄为驻香港特别行政区维护国家安全公署首任署长；任命李江舟、孙青野为公署副署长。

#### 特别行政区维护国家安全委员会
特区政府則需組建维护国家安全委员会。委员会由行政长官担任主席，成员包括政务司长、财政司司长、律政司司长、保安局局长、警务处处长、警务处维护国家安全部门负责人、入境事务处处长、海关關长和行政长官办公室主任等。中央人民政府指派“国家安全事务顾问”就相关事务提供咨询意见。
维护国家安全委员会独立、秘密进行工作，所有內容資訊均列為國家機密，一律不對外公開；其决定不受司法复核。

根据《维护国家安全法》第十四条第二款规定：
香港特别行政区维护国家安全委员会的工作不受香港特别行政区任何其他机构、组织和个人的干涉，工作信息不予公开。香港特别行政区维护国家安全委员会作出的决定不受司法复核。
香港国安委开支，由政府直接拨出，不受香港现行法律规定限制，财政司司长每年就款项和管理向立法会提交报告。

#### 警务处国家安全处
香港特区政府警务处将设立维护国家安全部门并配属执法力量，新设一名警务处副处长作为主管，架構類似以往港英时代香港警察的情报部门政治部。香港警务处维护国家安全部门可以从“香港以外”聘请人员，“协助执行”国安职务，被视为可以聘用在大陆受训的执法人员到香港执法。警务处国家安全处需配合驻港国家安全公署执法。
《香港特别行政区维护国家安全法》除执法部门香港现行法律所准予的案件调查措施外，还授予了警务处国家安全处新的权力。法律规定，警务处國安部門可以搜查可能存有犯罪證據的處所、車輛、船隻、航空器以及其他有關地方和電子設備，不再需要经法院批准。警务处國安部門經行政長官批准，可對有合理理由懷疑涉及實施危害國家安全犯罪的人進行截取通訊和秘密監察，不再需依照此前香港《截取通訊及監察條例》規定需法院手令才可截取通訊。

《维护国家安全法》第四十三条授予警务处国安部门的新权力包括：
（一）搜查可能存有犯罪证据的处所、车辆、船只、航空器以及其他有关地方和电子设备；

（二）要求涉嫌实施危害国家安全犯罪行为的人员交出旅行证件或者限制其离境；
（三）对用于或者意图用于犯罪的财产、因犯罪所得的收益等与犯罪相关的财产，予以冻结，申请限制令、押记令、没收令以及充公；
（四）要求信息发布人或者有关服务商移除信息或者提供协助；
（五）要求外国及境外政治性组织，外国及境外当局或者政治性组织的代理人提供资料；
（六）经行政长官批准，对有合理理由怀疑涉及实施危害国家安全犯罪的人员进行截取通讯和秘密监察；

（七）对有合理理由怀疑拥有与侦查有关的资料或者管有有关物料的人员，要求其回答问题和提交资料或者物料。

#### 律政司
香港特区政府律政司将设立专门之国家安全犯罪案件检控部门（維護國家安全檢控科），负责维护国家安全犯罪案件的检控工作及相关法律事务。香港特区政府管辖大部分危害国家安全犯罪案件的立案侦查、检控、审判和刑罚之执行等诉讼程序事宜。

### 刑事诉讼程序
《香港特别行政区维护国家安全法》第五十六条规定，如案件由中央驻港国安公署直接管辖，则由最高人民检察院及最高人民法院分别指定检察机关及法院，行使检察权、审判权。国务院港澳事务办公室副主任张晓明表示，该类案件“包括立案侦查、审查起诉、审判和刑罚执行各个环节”都由中央管辖，执行内地法律。
其他国安相关案件由香港政府管辖。此类刑事诉讼将由行政长官从裁判官、区域法院法官、高等法院原訟法庭法官、上诉法庭法官以及终审法院法官中指定若干名法官，亦可以委任暂委或特委法官中指定法官负责处理。行政長官在指定法官前可徵詢香港特別行政區維護國家安全委員會和終審法院首席法官的意見。上述指定法官任期一年。香港法律界担心，如果指定法官作出了被认为不对的决定，翌年可能不获指派处理国安工作，令法官难在无压力下处理案件。法律同时规定，香港法院无权判定证据材料是否涉及国家安全或是否属于国家秘密，而是由行政长官发出证明书决定。
香港特区司法管辖区内发生之危害国家安全犯罪案件将以公诉程序进行。對高等法院原訟法庭進行的就危害國家安全犯罪案件提起的刑事檢控程序，律政司司長可以要求相关案件在沒有陪審團的情況下進行審理，而是由三名法官組成審判庭。但在保释程序上，法律规定除非法官有充分理由相信嫌疑人不会继续实施危害国安行为，否则不准保释。《香港特別行政區維護國家安全法》中的罪行均沒有追訴期限，相比下中国内地和澳門有關國家安全的罪行追訴期限最高為20年。
《香港特别行政区维护国家安全法》规定，尊重和保护香港居民人权，依法保护《基本法》、《公民权利和政治权利国际公约》和《经济、社会与文化权利的国际公约》规定的言论、新闻、游行、示威自由。有关判决将坚持无罪推定原则，不得就同一行为再审判或惩罚。
2022年12月30日，全国人大常委会释法，指在香港涉及国安法案件如聘请不具本地全面执业资格的海外律师，须取得特首签发的证明书，否则国安委应当介入。

### 刑事罪名
《香港特别行政区维护国家安全法》在香港特别行政区司法管辖区内设置了下列四个刑事罪名，其中最高刑罚为终身监禁；其罪行包括：
- 分裂国家罪

第二十条　任何人组织、策划、实施或者参与实施以下旨在分裂国家、破坏国家统一行为之一的，不论是否使用武力或者以武力相威胁，即属犯罪：

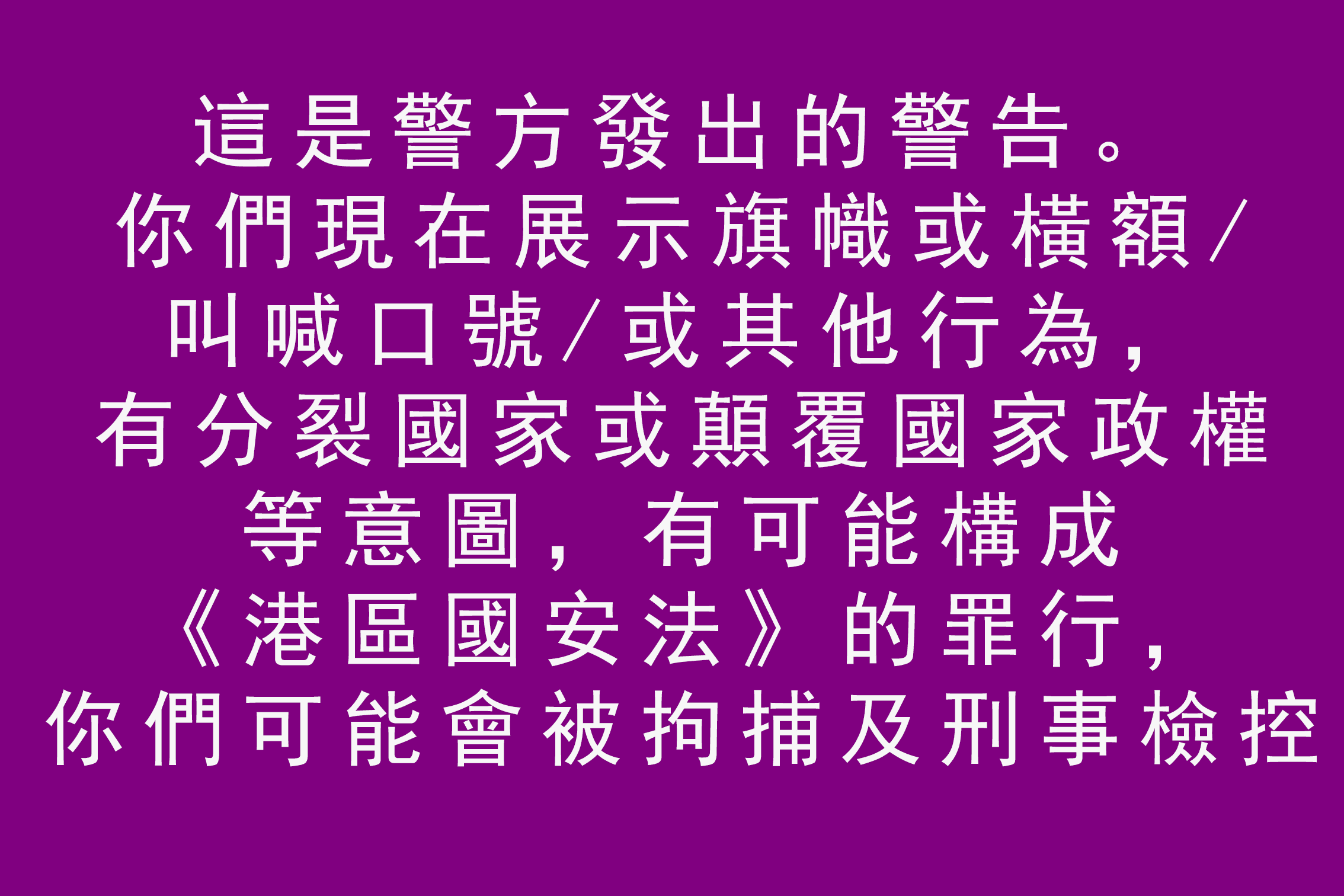
香港警方警告示威者可能觸犯《港區國安法》的“紫旗”

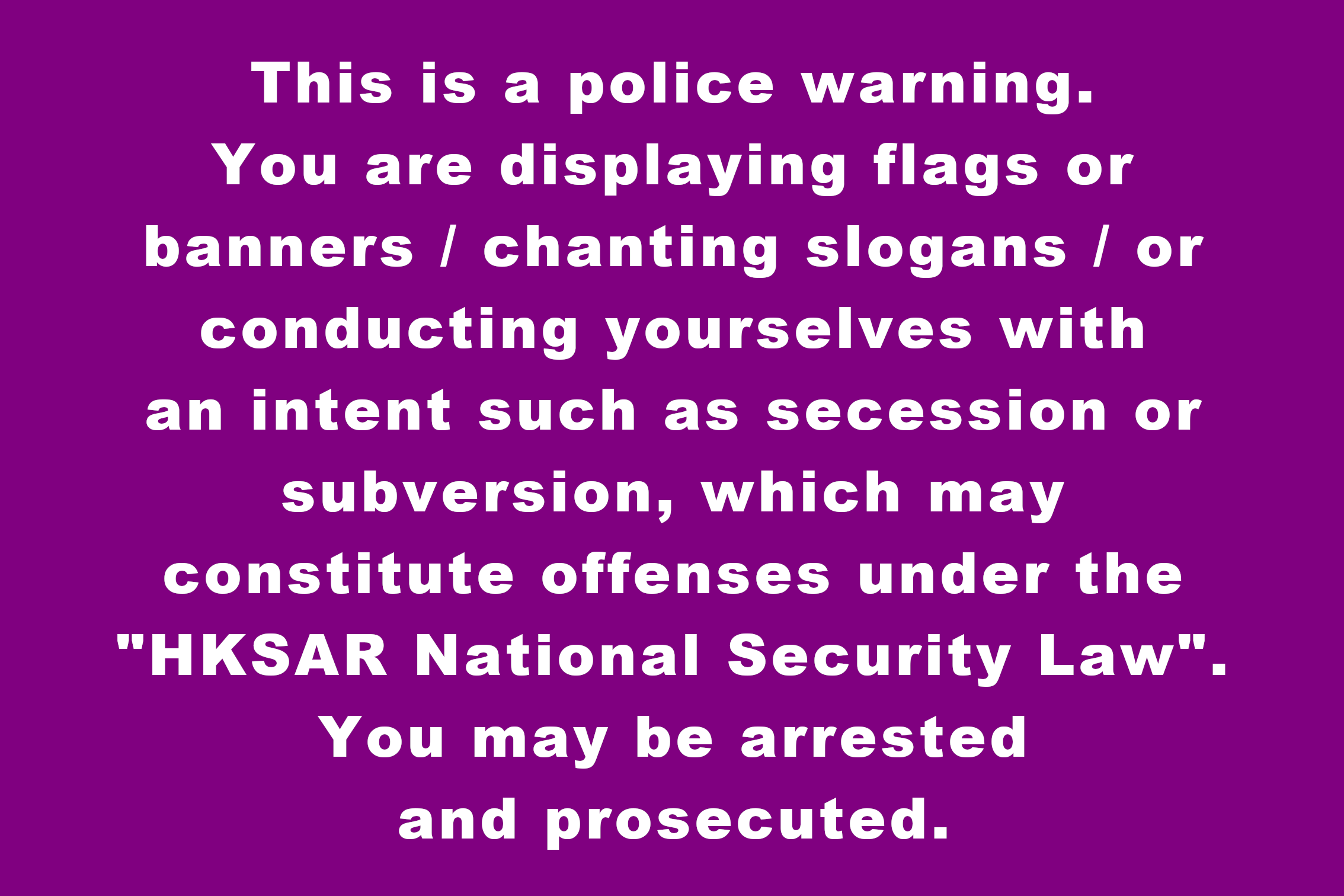
香港警方警告示威者可能觸犯《港區國安法》的“紫旗”（另一面英文版）

　　（一）将香港特别行政区或者中华人民共和国其他任何部分从中华人民共和国分离出去；
　　（二）非法改变香港特别行政区或者中华人民共和国其他任何部分的法律地位；
　　（三）将香港特别行政区或者中华人民共和国其他任何部分转归外国统治。
犯前款罪，对首要分子或者罪行重大的，处无期徒刑或者十年以上有期徒刑；对积极参加的，处三年以上十年以下有期徒刑；对其他参加的，处三年以下有期徒刑、拘役或者管制。

第二十一条　任何人煽动、协助、教唆、以金钱或者其他财物资助他人实施本法第二十条规定的犯罪的，即属犯罪。情节严重的，处五年以上十年以下有期徒刑；情节较轻的，处五年以下有期徒刑、拘役或者管制。
以上刑事罪名參照中華人民共和國刑法有關危害國家安全罪的罪行：
第一百零三條　組織、策劃、實施分裂國家、破壞國家統一的，對首要分子或者罪行重大的，處無期徒刑或者十年以上有期徒刑；對積極參加的，處三年以上十年以下有期徒刑；對其他參加的，處三年以下有期徒刑、拘役、管制或者剝奪政治權利。

煽動分裂國家、破壞國家統一的，處五年以下有期徒刑、拘役、管制或者剝奪政治權利；首要分子或者罪行重大的，處五年以上有期徒刑。
- 颠覆国家政权罪

第二十二条　任何人组织、策划、实施或者参与实施以下以武力、威胁使用武力或者其他非法手段旨在颠覆国家政权行为之一的，即属犯罪：

　　（一）推翻、破坏中华人民共和国宪法所确立的中华人民共和国根本制度；
　　（二）推翻中华人民共和国中央政权机关或者香港特别行政区政权机关；
　　（三）严重干扰、阻挠、破坏中华人民共和国中央政权机关或者香港特别行政区政权机关依法履行职能；
　　（四）攻击、破坏香港特别行政区政权机关履职场所及其设施，致使其无法正常履行职能。
犯前款罪，对首要分子或者罪行重大的，处无期徒刑或者十年以上有期徒刑；对积极参加的，处三年以上十年以下有期徒刑；对其他参加的，处三年以下有期徒刑、拘役或者管制。

第二十三条　任何人煽动、协助、教唆、以金钱或者其他财物资助他人实施本法第二十二条规定的犯罪的，即属犯罪。情节严重的，处五年以上十年以下有期徒刑；情节较轻的，处五年以下有期徒刑、拘役或者管制。
以上刑事罪名參照中華人民共和國刑法有關危害國家安全罪的罪行：
第一百零五條　組織、策劃、實施顛覆國家政權、推翻社會主義制度的，對首要分子或者罪行重大的，處無期徒刑或者十年以上有期徒刑；對積極參加的，處三年以上十年以下有期徒刑；對其他參加的，處三年以下有期徒刑、拘役、管制或者剝奪政治權利。

以造謠、誹謗或者其他方式煽動顛覆國家政權、推翻社會主義制度的，處五年以下有期徒刑、拘役、管制或者剝奪政治權利；首要分子或者罪行重大的，處五年以上有期徒刑。
- 恐怖活动罪

第二十四条　为胁迫中央人民政府、香港特别行政区政府或者国际组织或者威吓公众以图实现政治主张，组织、策划、实施、参与实施或者威胁实施以下造成或者意图造成严重社会危害的恐怖活动之一的，即属犯罪：

　　（一）针对人的严重暴力；
　　（二）爆炸、纵火或者投放毒害性、放射性、传染病病原体等物质；
　　（三）破坏交通工具、交通设施、电力设备、燃气设备或者其他易燃易爆设备；
　　（四）严重干扰、破坏水、电、燃气、交通、通讯、网络等公共服务和管理的电子控制系统；
　　（五）以其他危险方法严重危害公众健康或者安全。
犯前款罪，致人重伤、死亡或者使公私财产遭受重大损失的，处无期徒刑或者十年以上有期徒刑；其他情形，处三年以上十年以下有期徒刑。
第二十五条　组织、领导恐怖活动组织的，即属犯罪，处无期徒刑或者十年以上有期徒刑，并处没收财产；积极参加的，处三年以上十年以下有期徒刑，并处罚金；其他参加的，处三年以下有期徒刑、拘役或者管制，可以并处罚金。
本法所指的恐怖活动组织，是指实施或者意图实施本法第二十四条规定的恐怖活动罪行或者参与或者协助实施本法第二十四条规定的恐怖活动罪行的组织。
第二十六条　为恐怖活动组织、恐怖活动人员、恐怖活动实施提供培训、武器、信息、资金、物资、劳务、运输、技术或者场所等支持、协助、便利，或者制造、非法管有爆炸性、毒害性、放射性、传染病病原体等物质以及以其他形式准备实施恐怖活动的，即属犯罪。情节严重的，处五年以上十年以下有期徒刑，并处罚金或者没收财产；其他情形，处五年以下有期徒刑、拘役或者管制，并处罚金。
有前款行为，同时构成其他犯罪的，依照处罚较重的规定定罪处罚。

第二十七条　宣扬恐怖主义、煽动实施恐怖活动的，即属犯罪。情节严重的，处五年以上十年以下有期徒刑，并处罚金或者没收财产；其他情形，处五年以下有期徒刑、拘役或者管制，并处罚金。
以上刑事罪名參照中華人民共和國刑法有關危害公共安全罪的罪行：
第一百一十四條　放火、決水、爆炸以及投放毒害性、放射性、傳染病病原體等物質或者以其他危險方法危害公共安全，尚未造成嚴重後果的，處三年以上十年以下有期徒刑。

第一百一十五條　放火、決水、爆炸以及投放毒害性、放射性、傳染病病原體等物質或者以其他危險方法致人重傷、死亡或者使公私財產遭受重大損失的，處十年以上有期徒刑、無期徒刑或者死刑。
過失犯前款罪的，處三年以上七年以下有期徒刑；情節較輕的，處三年以下有期徒刑或者拘役。
第一百一十六條　破壞火車、汽車、電車、船隻、航空器，足以使火車、汽車、電車、船隻、航空器發生傾覆、毀壞危險，尚未造成嚴重後果的，處三年以上十年以下有期徒刑。
第一百一十七條　破壞軌道、橋樑、隧道、公路、機場、航道、燈塔、標誌或者進行其他破壞活動，足以使火車、汽車、電車、船隻、航空器發生傾覆、毀壞危險，尚未造成嚴重後果的，處三年以上十年以下有期徒刑。
第一百一十八條　破壞電力、燃氣或者其他易燃易爆設備，危害公共安全，尚未造成嚴重後果的，處三年以上十年以下有期徒刑。
第一百一十九條　破壞交通工具、交通設施、電力設備、燃氣設備、易燃易爆設備，造成嚴重後果的，處十年以上有期徒刑、無期徒刑或者死刑。
過失犯前款罪的，處三年以上七年以下有期徒刑；情節較輕的，處三年以下有期徒刑或者拘役。
第一百二十條　組織、領導恐怖活動組織的，處十年以上有期徒刑或者無期徒刑，並處沒收財產；積極參加的，處三年以上十年以下有期徒刑，並處罰金；其他參加的，處三年以下有期徒刑、拘役、管制或者剝奪政治權利，可以並處罰金。
犯前款罪並實施殺人、爆炸、綁架等犯罪的，依照數罪併罰的規定處罰。
第一百二十條之一　資助恐怖活動組織、實施恐怖活動的個人的，或者資助恐怖活動培訓的，處五年以下有期徒刑、拘役、管制或者剝奪政治權利，並處罰金；情節嚴重的，處五年以上有期徒刑，並處罰金或者沒收財產。
為恐怖活動組織、實施恐怖活動或者恐怖活動培訓招募、運送人員的，依照前款的規定處罰。
單位犯前兩款罪的，對單位判處罰金，並對其直接負責的主管人員和其他直接責任人員，依照第一款的規定處罰。
第一百二十條之二　有下列情形之一的，處五年以下有期徒刑、拘役、管制或者剝奪政治權利，並處罰金；情節嚴重的，處五年以上有期徒刑，並處罰金或者沒收財產：
（一）為實施恐怖活動準備兇器、危險物品或者其他工具的；
（二）組織恐怖活動培訓或者積極參加恐怖活動培訓的；
（三）為實施恐怖活動與境外恐怖活動組織或者人員聯絡的；
（四）為實施恐怖活動進行策劃或者其他準備的。
有前款行為，同時構成其他犯罪的，依照處罰較重的規定定罪處罰。
第一百二十條之三　以製作、散發宣揚恐怖主義、極端主義的圖書、音頻視頻資料或者其他物品，或者通過講授、發布信息等方式宣揚恐怖主義、極端主義的，或者煽動實施恐怖活動的，處五年以下有期徒刑、拘役、管制或者剝奪政治權利，並處罰金；情節嚴重的，處五年以上有期徒刑，並處罰金或者沒收財產。
第一百二十條之四　利用極端主義煽動、脅迫群眾破壞國家法律確立的婚姻、司法、教育、社會管理等制度實施的，處三年以下有期徒刑、拘役或者管制，並處罰金；情節嚴重的，處三年以上七年以下有期徒刑，並處罰金；情節特別嚴重的，處七年以上有期徒刑，並處罰金或者沒收財產。
第一百二十四條　破壞廣播電視設施、公用電信設施，危害公共安全的，處三年以上七年以下有期徒刑；造成嚴重後果的，處七年以上有期徒刑。
過失犯前款罪的，處三年以上七年以下有期徒刑；情節較輕的，處三年以下有期徒刑或者拘役。
第一百二十五條　非法製造、買賣、運輸、郵寄、儲存槍支、彈藥、爆炸物的，處三年以上十年以下有期徒刑；情節嚴重的，處十年以上有期徒刑、無期徒刑或者死刑。
非法製造、買賣、運輸、儲存毒害性、放射性、傳染病病原體等物質，危害公共安全的，依照前款的規定處罰。

單位犯前兩款罪的，對單位判處罰金，並對其直接負責的主管人員和其他直接責任人員，依照第一款的規定處罰。
- 勾结外国或者境外势力危害国家安全罪

第二十九条　为外国或者境外机构、组织、人员窃取、刺探、收买、非法提供涉及国家安全的国家秘密或者情报的；请求外国或者境外机构、组织、人员实施，与外国或者境外机构、组织、人员串谋实施，或者直接或者间接接受外国或者境外机构、组织、人员的指使、控制、资助或者其他形式的支援实施以下行为之一的，均属犯罪：

　　（一）对中华人民共和国发动战争，或者以武力或者武力相威胁，对中华人民共和国主权、统一和领土完整造成严重危害；
　　（二）对香港特别行政区政府或者中央人民政府制定和执行法律、政策进行严重阻挠并可能造成严重后果；
　　（三）对香港特别行政区选举进行操控、破坏并可能造成严重后果；
　　（四）对香港特别行政区或者中华人民共和国进行制裁、封锁或者采取其他敌对行动；
　　（五）通过各种非法方式引发香港特别行政区居民对中央人民政府或者香港特别行政区政府的憎恨并可能造成严重后果。
犯前款罪，处三年以上十年以下有期徒刑；罪行重大的，处无期徒刑或者十年以上有期徒刑。
本条第一款规定涉及的境外机构、组织、人员，按共同犯罪定罪处刑。

第三十条　为实施本法第二十条、第二十二条规定的犯罪，与外国或者境外机构、组织、人员串谋，或者直接或者间接接受外国或者境外机构、组织、人员的指使、控制、资助或者其他形式的支援的，依照本法第二十条、第二十二条的规定从重处罚。
以上刑事罪名參照中華人民共和國刑法有關危害國家安全罪的罪行：
第一百零二條　勾結外國，危害中華人民共和國的主權、領土完整和安全的，處無期徒刑或者十年以上有期徒刑。

與境外機構、組織、個人相勾結，犯前款罪的，依照前款的規定處罰。

### 其他事项

#### 法律效力范围
《香港特别行政区维护国家安全法》规定，犯罪行为不论是否实施于香港，行为人是否为香港永久居民，均有可能触犯本法罪行；其效力范围如下：
第六节　效力范围
第三十六条　任何人在香港特别行政区内实施本法规定的犯罪的，适用本法。犯罪的行为或者结果有一项发生在香港特别行政区内的，就认为是在香港特别行政区内犯罪。
在香港特别行政区注册的船舶或者航空器内实施本法规定的犯罪的，也适用本法。
第三十七条　香港特别行政区永久性居民或者在香港特别行政区成立的公司、团体等法人或者非法人组织在香港特别行政区以外实施本法规定的犯罪的，适用本法。
第三十八条　不具有香港特别行政区永久性居民身份的人在香港特别行政区以外针对香港特别行政区实施本法规定的犯罪的，适用本法。

第三十九条　本法施行以后的行为，适用本法定罪处刑。

#### 居民事务与责任
根据《维护国家安全法》第六条规定：
維護國家主權、統一和領土完整是包括香港同胞在內的全中國人民的共同義務。

　　在香港特別行政區的任何機構、組織和個人都應當遵守本法和香港特別行政區有關維護國家安全的其他法律，不得從事危害國家安全的行為和活動。

　　香港特別行政區居民在參選或者就任公職時應當依法簽署文件確認或者宣誓擁護中華人民共和國香港特別行政區基本法，效忠中華人民共和國香港特別行政區。
香港特别行政区居民在参选或者就任公职时必須签署文件确认或者宣誓拥护中华人民共和国香港特别行政区基本法，效忠中华人民共和国香港特别行政区，否則不能擔任公職人員或成為候選人。此外，香港特别行政区政府须加强监督和管理香港特区的学校、社会团体、媒体与网络，并开展国家安全教育，提高居民的国家安全意识与守法意识。
在香港政府憲報刊登的英譯本中，上述規定（第9及10條）中的「學校」一詞被譯作「schools and universities」（學校及大學），律政司回覆指法例主體的法定語文為中文。

## 和基本法二十三條的不同之處
全國人大常委會法工委主任沈春耀解釋《港區國安法》和《基本法》23條的不同，《基本法》23條禁止7種行為，《港區國安法》針對4類危害國家安全的行為和活動，當中只有分裂國家和顛覆中央人民政府等2種行為和23條有交集。《港區國安法》表述顛覆國家政權的含義，更廣泛、更充分。兩條法律分別是由國家和特區層面制定，國家層面要求建立健全法律制度和執行機制，《港區國安法》有實體、程式和組織法三方面的規範，法律內容較《基本法》23條的設想內容廣泛得多，可能也不限於23條立法。
因此《港區國安法》不可取代香港特區的23條立法。《港區國安法》第7條亦明確要求：香港特區應盡早完成香港《基本法》規定的維護國家安全立法，完善相關法律。
2023年12月18日，香港行政長官李家超在北京述職時，親自向中共中央總書記兼國家主席習近平匯報，表示將於2024年完成基本法23條的立法工作。
2024年1月30日，香港行政長官李家超宣布正式展開基本法23條立法的公眾諮詢，邀請巿民表達意見，諮詢期至同年2月28日為止，比2003年立法時的諮詢期短。

## 海外法律效力执法争议
《港区国安法》实施对香港以外也有一定影响，引发部分人士與國家对中国大陸的批评。由于新规定的执法效力过于含糊和广泛，甚至适用于非香港居民的条例引起执法争议，如第38条，支持香港独立或對中国大陸中央人民政府实施制裁的外国人被认定已经触犯了条例。中華民國大陸委員會主任委員陳明通表示「這是天朝帝國對世界子民發出的律令」，他舉例說，若有美國人在美國批評北京，讓香港人憎恨北京政權，就已經犯法。外國人若被中華人民共和國政府認為違反《港區國安法》，只要踏上中华人民共和国，或是搭乘于中国大陆、香港、澳门注册的交通工具，都有可能被送往香港或中国大陆审判。若非中国大陸居民在中华人民共和国以外的国家地区触犯香港国安法条例，中华人民共和国政府可以对已签署法律互助条约和引渡法的国家发出引渡请求，但要视乎事主所在国的批准才可以引渡，若沒有与中华人民共和国签署引渡条例的国家则不受影响。
其中比较复杂的情况，是触犯香港国安法条例的A国人士逗留在与中华人民共和国签署引渡条例的B国家时，B国必须与A国进行司法协商，并得到A国的批准才可以让B国引渡。被要求引渡的A国人士也可以组织法律团队上诉，挑战当地法院引渡条例。
截至2021年1月，中华人民共和国一共与40个国家签有引渡协定，且已生效。分别为：立陶宛、罗马尼亚、蒙古国、秘鲁、墨西哥、纳米比亚、南非、葡萄牙、塔吉克斯坦、泰国、越南、斯里兰卡、阿尔及利亚、阿富汗、阿拉伯联合酋长国、阿塞拜疆、埃塞俄比亚、安哥拉、巴基斯坦、巴西、白俄罗斯、保加利亚、波斯尼亚和黑塞哥维那、大韩民国、俄罗斯、法国、菲律宾、哈萨克斯坦、吉尔吉斯斯坦、柬埔寨、突尼斯、乌克兰、乌兹别克斯坦、西班牙、伊朗、意大利、印度尼西亚、莱索托、老挝、摩洛哥。
另外，截至2022年5月1日，只剩下10个國家與香港签有移交逃犯协定，且已生效，分别为：大韩民国、印度、印尼、马来西亚、菲律宾、新加坡、斯里兰卡、南非、捷克、葡萄牙。惟國安法在2020年7月1日實施後，陸續有9個國家宣布中止與香港的引渡協議，包括：英国、德国、爱尔兰、荷兰、加拿大、美国、澳洲、纽西兰、芬兰；法國與香港在2017年簽署的引渡協議原本正等待雙方完成本地立法，但法國於2020年8月3日宣布不批准法港引渡協議生效。

### 涉及域外管轄的個案

#### 日本
留學日本的香港女生袁靜婷，於2018年9月至2023年3月多次透過facebook公開發佈多篇宣揚香港獨立的帖文，曾把帳戶頭象換上黑色洋紫荊水印和發布日本宣揚香港獨立的展覽照片等，在返回香港後於3月8日被警方國安處以涉嫌「煽動他人分裂國家」罪拘捕。日本內閣官房長官松野博一4月時便就事件，在記者會上要求香港當局保障言論自由和新聞自由，又指日方將與國際社會合作向中方跟進，未能獲得中國外交部駐港機構的正面回應。案件於6月15日被正式落案起訴，於西九龍裁判法院審理，控辯雙方程序未有完成，被告便提前於10月26日認罪。國安法指定法官、總裁判官蘇惠德11月3日判刑，袁靜婷判囚兩個月。這案是香港國安法第一次被用於香港境外發生的行為控以煽動罪，為國安法在香港域外適用的第一案，曾聲援被告的日本學者駁斥日本憲法保障言論自由，這是在日本舉辦的展覽，竟成為香港煽動罪的「罪證」，是日本不能接受的事情。在日支持香港民主的組織者指，在日港人開始出現寒蟬效應，不敢參與民主運動。

## 實施

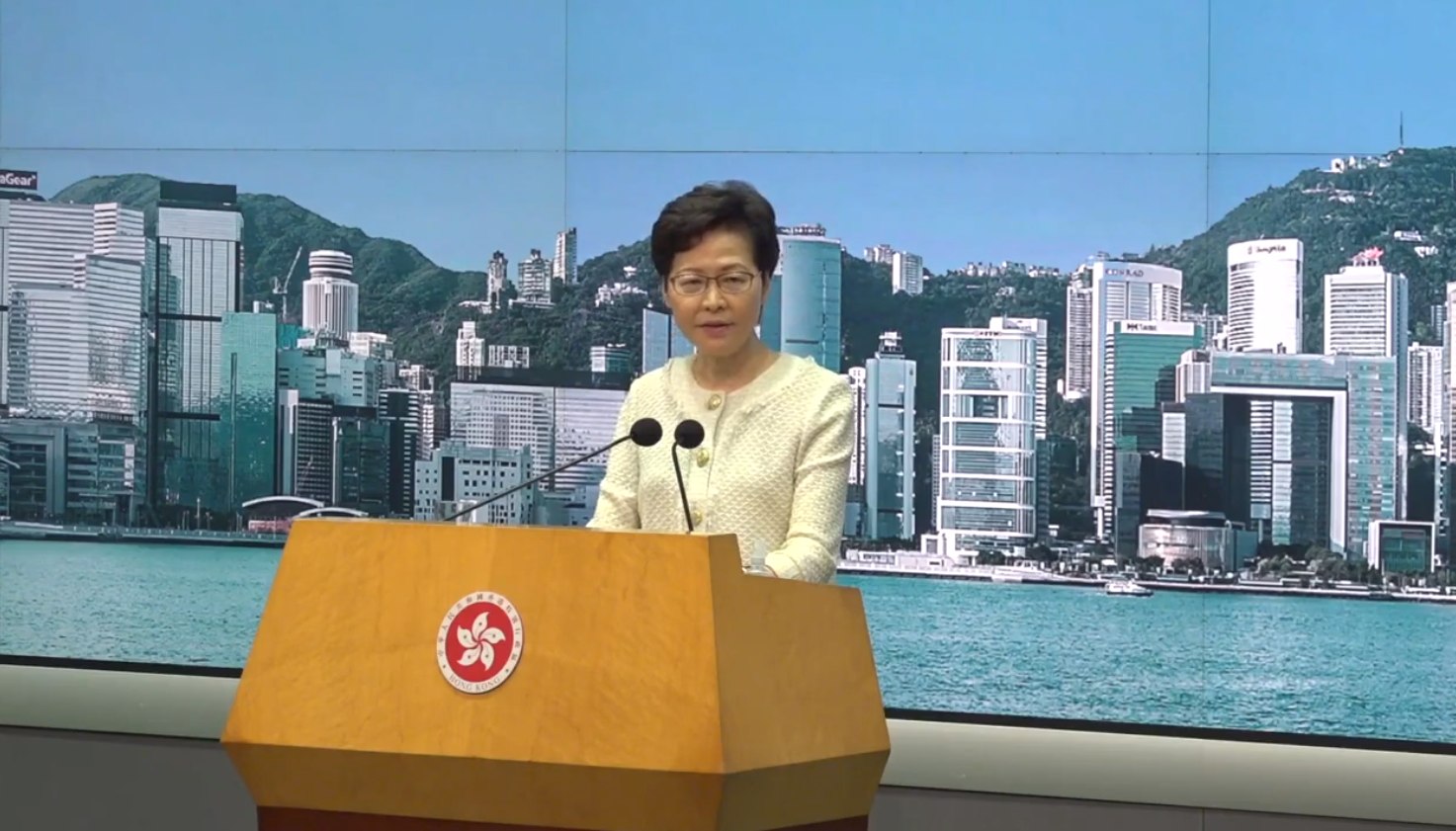
2020年7月7日，林鄭月娥對實施細則作說明

2020年7月6日，中華人民共和國香港特別行政區行政長官會同維護國家安全委員會制定及公布《中華人民共和國香港特別行政區維護國家安全法第四十三條實施細則》，该細則对《維護國家安全法》第四十三條第三款規定措施作了细节说明及规定。
《香港國安法第四十三條實施細則》规定，“如警務處處長有合理理由懷疑在電子平台上發布的電子信息相當可能構成危害國家安全罪行或相當可能會導致危害國家安全罪行的發生，可在保安局局長批准下，授權指定的警務處人員要求有關發布人士、平台服務商、主機服務商及／或網路服務商移除危害國家安全的信息；限制或停止任何人接達該信息；或限制或停止任何人接達該平台或相關部分……若無合理辯解，如信息發布人未有遵從警方移除危害國家安全的信息要求，一經定罪，可被判罰款$100,000及監禁一年。”
行政长官林郑月娥2021年4月13日在记者会上透露，有别于过去3年由香港政策研究所主办，今年香港的国安教育日活动将首次由特区政府主导及筹备。活動包括5大紀律部隊的訓練學校，包括香港警察學院、香港海關學院、入境事務學院、懲教署職員訓練院和消防及救護學院將於當日舉辦開放日活動，並首次以中式步操作表演。而政府會邀請不同嘉賓及主題講座講者講解「國家安全」，展城館舉辦「公眾教育展覽」，幼稚園亦會灌輸國安概念。

### 执法時間軸（拘捕日期）

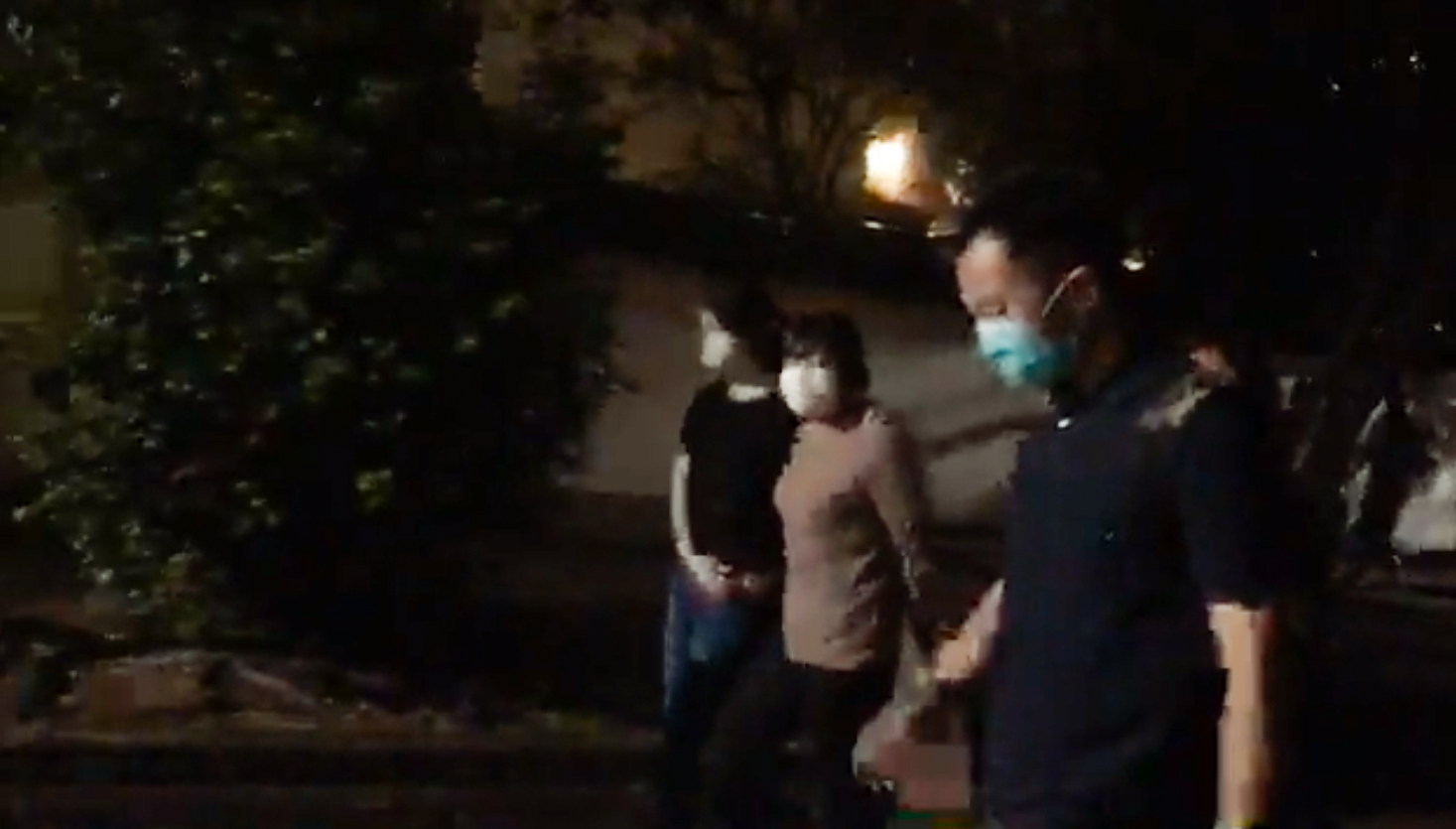
2020年7月28日，警方國安處在大圍新村拘捕學生動源前成員何忻諾

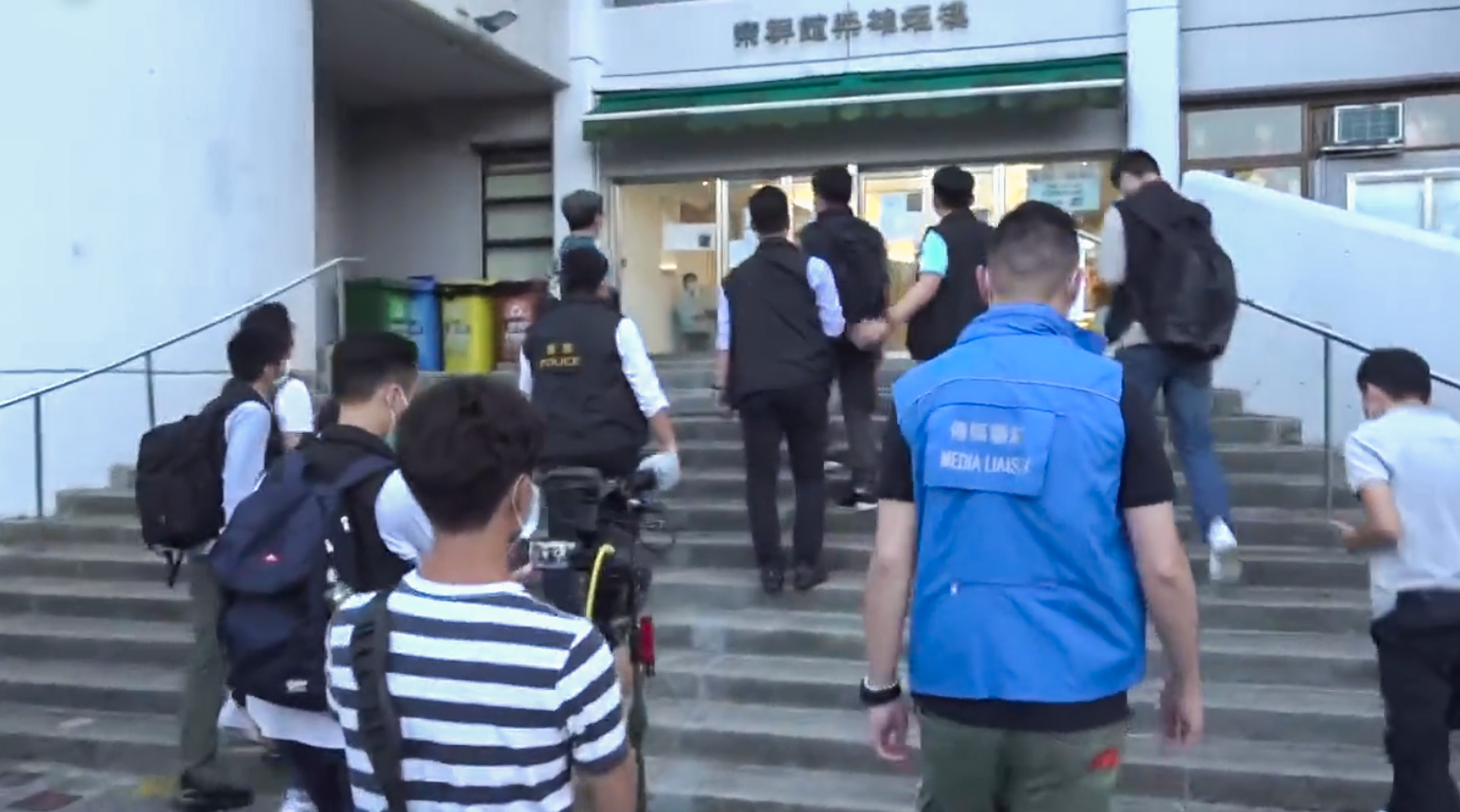
2020年11月20日，警方國安處進入香港中文大學進行搜查

#### 2020年
7月1日的七一遊行，下午約1時半，銅鑼灣百德新街一帶有人羣集結，警方於百德新街截查一男子，在其身上搜獲一面寫有「不要香港獨立」字句的旗幟，其中“不要”兩字非常小，用肉眼很難清楚的看到。該名男子之后以涉嫌違反《港區國安法》的罪名被逮捕。截至7月1日晚10时，警方已拘捕10名涉嫌違反《港區國安法》有关规定的人士。另外同日下午，23歲男子唐英傑在灣仔駕電單車衝向一批防暴警察，造成最少3名警員受傷。警方於7月3日落案控告唐英傑觸犯《港區國安法》下的煽動他人分裂國家罪及恐怖活動罪兩項罪名，並於7月6日於西九龍裁判法院提堂。這是香港法院首次開庭審訊有關《港區國安法》的案件。唐英傑也成為首位被控違反港版國安法的被告。
7月21日，元朗襲擊事件一周年之際，葵青區葵盛東邨區議員周偉雄在形點商場（YOHO MALL）高舉写有「光復香港，時代革命」纸牌，涉嫌違反《港區國安法》被捕。成為自《港區國安法》實施以來首名因違反此法律被逮捕的區議員。
2020年7月29日，警方國安處人員於元朗、屯門、沙田和大圍，根據《港區國安法》第20條及21條拘捕3男1女。據了解，被捕成員均屬「學生動源」香港本部前成員，包括前召集人鍾翰林和其女友何忻諾（但何本人已否認是鍾的女友），前發言人何諾恆，以及前成員陳渭賢。12間大專院校學生會發表聲明，批評警方行動等同向全體香港人宣告，白色恐怖年代正式降臨香港。成員到7月31日保釋，其中前召集人鍾翰林表示未被警方正式落案起訴，但要求交出旅遊證件和72小時內刪除部分社交平台文章，並檢取其唾液樣本以獲取DNA。他質疑警方的拘捕是否「政府操控」。
10月27日，警方表示，警方國安處經進一步調查後，在中區、沙田區及屯門區分別拘捕鍾翰林，何忻諾和陳渭賢。3人涉嫌煽動他人分裂國家。警方調查顯示，上述3人涉嫌在今年9月至今，在網上社交平台發表有關煽動他人分裂國家的內容，違反《港區國安法》第21條。鍾翰林同時是「學生動源」美國分部和「創制獨立黨」Facebook專頁的管理員，在《港區國安法》生效後網頁仍持續上傳有關香港獨立言論，涉嫌觸犯《港區國安法》。10月29日，鍾翰林被控「分裂國家罪」，兩項「處理已知道或相信為代表從可公訴罪行的得益的財產罪」和一項「串謀發佈煽動性刊物罪」，於西九龍裁判法院提堂。裁判官同意控方要求，押後案件至2021年1月7日再提訊，讓控方進一步調查案件。鍾翰林被拒保釋，還押看管。而餘下2人 - 何忻諾和陳渭賢獲准保釋候查，12月再向警方報到。
7月31日，多個媒體報導，消息指警方國安處向羅冠聰、陳家駒、鄭文傑、黃台仰、劉康及朱牧民發出通緝令，並指他們涉嫌煽動分裂國家或勾結外國或境外勢力危害國家安全，違反《港區國安法》。其中朱牧民是首位被警方以《港區國安法》通緝的非中华人民共和国公民及非中华人民共和国國籍香港人。
8月10日稍後，警方再次拘捕3人，其中兩人分別是團體香港故事及前學民思潮成員，同時也是網上組織「我要攬炒」成員，他們涉嫌勾結外國勢力危害國家安全。其中1人是團體香港故事成員李宇軒被警方拘捕，他曾在去年區議會選舉邀請來自十個國家的專家來港視察選舉情況；另一名被捕者為前學民思潮成員李宗澤，他曾擔任前立法會議員游蕙禎的助理。其後警方晚上再有行動，前香港眾志核心成員周庭的臉書貼文指稱，確認周庭根據《國安法》下「煽惑分裂」罪名於大埔被警方拘捕。在場律師指，警方正以一份8月6日發出的搜查令，在周庭住所進行搜索。
另外就黎智英被捕一事，警方追加通緝2人，分別是早前已被發令通緝的朱牧民和自2020年1月起在英國流亡的網上組織「我要攬炒」成員劉祖廸。
根據媒體報道，9月22日晚上約6時，經常手持「美國隊長」的盾牌出席示威活動、有「第二代美國隊長」之稱的30歲姓馬男子，在將軍澳PopCorn商場曾高叫「光復香港，時代革命」及「香港獨立」等的口號，被警方以涉嫌違反《港區國安法》中的分裂國家罪拘捕，並帶署扣查。其後馬姓男子於10月15日於金鐘太古廣場叫非法口號。涉嫌違反《港區國安法》中作出煽動或教唆他人分裂國家的行為，被警方拘捕。10月23日，馬姓男子在元朗Yoho Mall商場與另一名到場男子在場不時高叫「港獨」口號及唱「獨歌」。再被警方拘捕。10月27日在中區警署外聲援鍾翰林期間手持港獨標語，被警方以「涉嫌作出具煽動意圖的行為」罪名拘捕。11月3日，在中環涉嫌作出具煽動意圖的行為，被警方以同樣被捕。合共8次被捕。
11月22日，警方正式拘捕姓馬男子及落案起訴，11月24日於西九龍裁判法院提堂，他被控1項煽動他人分裂國家罪，控罪指被告於2020年8月15日至11月22日期間，在香港多次煽動他人組織、策劃、實施或者參與實施在旨分裂國家、破壞國家統一行為，不論是否使用武力或者以武力相威脅，即將香港特別行政區從中華人民共和國分離出去或非法改變香港特別行政區的法律地位。被告不得保釋還押，案件押後至2021年2月10日再訊。
9月24日，警方新界北總區重案組人員在粉嶺欣盛苑破獲1個軍火庫，1名呂姓理工大學學生及其母親被捕。警方指該學生在《港區國安法》實施後仍在不同網上社交平台發放大量違法文宣，又圖文並茂直認自己在本月初非法遊行中，向警方防線投擲刺鼻物體，並揚言下次將使用更具殺傷力武器，公然挑戰警方。涉嫌違反《港區國安法》，警方國安處已接手調查。該學生暫控1項「無牌管有槍械」罪、1項「未經許可入口戰略物資」罪及1項「藏有攻擊性武器」罪，9月26日在屯門裁判法院提堂。被告不得保釋還押，案件押後至11月20日等候警方進一步調查後再訊。49歲母親獲准保釋候查，11月下旬向警方報到。
11月19日，香港中文大學起一連三日舉行畢業典禮，校方早前宣布，本屆畢業典禮受疫情影響改為網上進行。有人在網上發起中午在校內遊行，為反修例衝突事件默哀。有百名中大畢業生及學生手持抗爭標語等，在港鐵站外的民主女神像集合後在校內遊行，並高呼反修例口號及旗幟。中大表示，鑑於大型人群聚集或觸犯禁聚令及公安條例，為防情況失控，校方已就此通報警方。上午12時15分左右，約100名遊行人士抵達百萬大道，再次舉起多幅口號，包括「中大義士，畢業快樂」、「光復香港，時代革命」等，他們高呼口號後，眾人齊唱「願榮光歸香港」。中大校方隨後此行為可能涉違國安法，並已經將相關情況報告給警方。隨後警方國安處探員進入校園內進行取證。
11月21日，D100網台主持傑斯及妻子，以及傑斯一名女助理，於凌晨被警方國安處上門拘捕。消息指，事件與傑斯年初在網上發起名為「千個爸媽，台灣助學」的籌款計劃有關，該計劃旨在透過眾籌集資，資助已經離港赴台的香港示威者。據了解，警方以涉嫌違反《港區國安法》第21條資助他人分裂國家罪及洗黑錢，將3人拘捕。消息指，有人透過計劃籌了千多萬港元，其中動用約600多萬元投資股票，而據知台灣的對口單位屬支持台灣獨立之組織。資料顯示，傑斯於2020年2月於facebook平台帖文指推出「千個爸媽，台灣助學」籌款計劃，計劃於網上進行募捐，並指籌款為助示威者進往台灣之用。

#### 2021年
2月2日，警务处处长鄧炳強在立法會保安事務委員會視像會議中表示，2020年警方共拘捕97名涉嫌違反《港區國安法》的人士，包括55名參與民主派初選人士，以及壹傳媒創辦人黎智英等，被捕人士分別涉嫌分裂國家、顛覆國家政權、勾結外國勢力及恐怖活動等，當中8人已被檢控。鄧炳強强调，2020年警方嚴正執法，加上法庭對相關案件有具阻嚇力的判決，以及《港區國安法》實施，令反修例相關罪行減少，顯示治安轉趨平穩，社會秩序恢復穩定，警方會嚴防違法活動死灰復燃，及防範「孤狼式」襲擊。
2月8日，法新社引述消息，第一個因《港區國安法》被控，罪名為「煽動他人分裂國家」及「恐怖活動」的犯人唐英傑，香港律政司將引用《港區國安法》第46條，直接發出證書，指示本案毋須陪審團審理，改由3名指定法官組成審判庭處理。創下打破了香港由開埠以來176年所有於高院審訊的案件皆設有陪審團的傳統。
2月9日，終審法院一致裁定黎智英的保釋上訴被駁回，判決書指國安法第42條排除了本地法例「有利於保釋的假定」，保釋門檻遠高於現有法例。資深大律師，公民黨主席梁家傑亦指出此條例比起過往嚴苛，令被告負擔更重，甚至指出幾近要「植物人先可以保釋」。
2月10日，早前因國安法被捕的傑斯 (尹耀昇)，法院亦引援拒絕黎智英保釋的判詞，拒絕尹的保釋，還押至5月10日再聆訊。
2月16日，警方國安處再拘捕於2020年10月曾被捕的1名律師助理，他正式被控一項「串謀勾結外國或者境外勢力危害國家安全」罪及一項「串謀協助罪犯」罪，17日下午在西九龍裁判法院提堂。被告不得保釋還押。另外警方以同樣罪名再拘捕在赤柱監獄還押的壹傳媒集團創辦人黎智英。
3月24日，警方國安處正式落案起訴在深圳服刑完畢，遣返香港的李宇軒。他被控違反《港區國安法》中的勾結外國勢力罪、1項串謀協助罪犯罪及1項無牌管有彈藥罪。雖然在西九龍裁判法院提堂，但李本人因要隔離檢疫，目前未能上庭，國安法指定法官總裁判官蘇惠德按既定程序押後案件至3月31日再訊，屆時李宇軒仍在隔離，無須出庭，候訊期間李須還押，並由懲教看管。
7月9日，高等法院裁定香港國安法首名被告唐英杰控罪表面证供成立。7月27日，唐英杰煽动他人分裂国家罪、恐怖活动罪被判成立。7月30日，判處入獄9年並吊銷駕駛執照10年。
10月25日，香港國安法次名被告馬俊文「美國隊長2.0」，於2020年在多次的示威活動叫港獨口號達20次，被控煽動他人分裂國家罪，區域法院裁定罪名成立，於11月11日判處入獄5年9個月。法官指被告由「被煽動者」變「煽動者」，批評被告是為了滿足自己的存在感而明目張膽地示威，明顯毫無悔意。國際特赦組織認為判決反映叫口號和網上傳播政治觀點都要判處長刑期，反映國安法過度限制權利，未能充分保障人權。

##### 民主派初選被控顛覆國家政權罪
2021年1月6日，警方國安處聯合1000名警員，在港九新界拘捕53名民主派人士，他們涉嫌在2020年香港立法會選舉民主派初選中觸犯《港區國安法》中的「顛覆國家政權罪」，是自2020年7月1日《港區國安法》生效以來，警方最大宗拘捕行動。當中一人是擔任民主動力司庫的居港美籍人權律師關尚義（John Clancey），是實施《港區國安法》以來首名被捕的外國人。
2月28日，警方正式落案起訴民主派初選人士，除了關尚義、劉凱文、李國麟、袁偉傑、鄺俊宇、涂謹申、李芝融及安德里外。其餘人士全部正式起訴，包括入獄服刑的黃之鋒及在荔枝角還押候審的譚得志。被起訴人士於3月1日在西九龍裁判法院提堂。
3月4日，總裁判官蘇惠德經過4天聆訊後，批准被控「串謀顛覆國家政權罪」的其中15人 - 鄭達鴻、楊雪盈、彭卓棋、何啟明、劉偉聰、黃碧雲、譚文豪、施德來、張可森、伍健偉、郭家麒、呂智恆、林景楠、柯耀林及李予信保釋。但代表控方的律政司副刑事檢控專員楊美琪，當庭提出覆核保釋決定；原本獲批保釋的15名被告，須連同其餘32名被告繼續還押。
3月5日，控方宣佈撤銷其中4人的覆核，4人是34歲灣仔區議會主席楊雪盈、53歲深水埗區議員劉偉聰大律師、38歲社工呂智恆，以及32歲商人林景楠。
他們分別獲准以現金及人事擔保16萬至120萬港元保釋，須在3月8日下午4時（UTC+8）前繳交。其他保釋條例包括須每周到警署報到3至4次，守宵禁令，不得離港，不得直接或間接組織、安排、參與或協調任何級別的選舉（投票除外），不論政府或非政府舉辦的任何選舉；不得直接或間接以任何方式聯絡任何外國官員、議員、任何級別議會成員或其他服務於以上人員的人士；不得在傳統實體、電子媒體或任何公眾平台上作出、發放或轉載任何可能有合理理由被視為違反國安法或法例中危害國安罪行的言論，或作出相關行為等。
其餘11人，將會於3月6日起在高等法院分批提訊。
3月11日，高等法院先審理律政司就黃碧雲和伍建偉的保釋覆核決定，法官杜麗冰聽畢雙方陳辭後，宣佈拒絕對黃碧雲的覆核，批准黃的保釋，條件是為10萬元現金加10萬元現金人事擔保，其餘條件和早前獲准的4人一樣；至於伍建偉，法官杜麗冰聽畢雙方陳辭後，指未能確信伍不會繼續危害國家安全的行為，裁定律政司覆核得直並撤銷伍的保釋；需要還押監房看管。在步進囚室時，伍建偉向旁聽席大叫天水連線的口號「願粹我命」，旁聽的觀眾隨即回應「捍衛我城」，伍再叫「全民自救」，旁聽席則回應道「打破宿命」。最後離庭時向旁聽席的人說：「各位撐住，10年後再見。」之後便步回囚室。
3月13日，高等法院處理5人的保釋，包括鄭達鴻、譚文豪、郭家麒、彭卓棋和柯耀林的覆核，最終批准鄭達鴻、彭卓棋、柯耀林保釋，但拒絕讓譚文豪、郭家麒保釋，裁定2人要繼續還押。
鄭達鴻以現金擔保10萬元、人事擔保100萬元獲准保釋，其人事擔保金額為眾人之最；彭卓棋則以現金擔保10萬元、人事擔保30萬元獲准保釋；柯耀林就以現金擔保5萬元、人事擔保10萬元獲准保釋。其餘保釋條件包括，不得直接或間接組織、安排、參與或協調任何級別的選舉（投票除外）；不得在任何公眾平台作出、發放或轉載任何可能有合理理由，被視為違反國安法或法例中危害國安罪行的言論或行為等；不得以任何方式聯絡任何外國官員、議員；遵守宵禁令；不准離港、交出所有旅行證件；每週四日到警署報到；居於報稱地址。
3月12日，21名不獲總裁判官批准保釋的被告，分3批在西九龍裁判法院作保釋覆核申請，由總裁判官蘇惠德處理。結果其中10人決定放棄保釋申請；而餘下11人均未能說服總裁判官改變決定。
首批處理的7名被告包括區諾軒、吳政亨、袁嘉蔚、梁晃維、岑子杰、毛孟靜、梁國雄。區諾軒決定放棄申請，其他人不獲保釋。
第二批8名被告，包括馮達浚、黃之鋒、胡志偉、朱凱廸、黃子悅、尹兆堅、吳敏兒、鄒家成。黃之鋒、胡志偉、朱凱廸、尹兆堅、鄒家成和馮達浚都決定放棄申請。黃子悅和吳敏兒則不獲保釋。
而第三批6名被告就包括何桂藍、楊岳橋、林卓廷、岑敖暉、王百羽及余慧明。楊岳橋、林卓廷和何桂藍放棄申請。岑敖暉、王百羽及余慧明則被拒保釋。
全部人繼續還押直至於3月19日回到西九龍裁判法院再提訊。除了政亨、袁嘉蔚、梁晃維、黃子悅、吳敏兒、何桂藍、岑敖暉、王百羽、林卓廷保留每8日作一次保釋覆核的權利外，其餘12人均放棄。

##### 壹傳媒大搜捕及《蘋果日報》被迫停刊

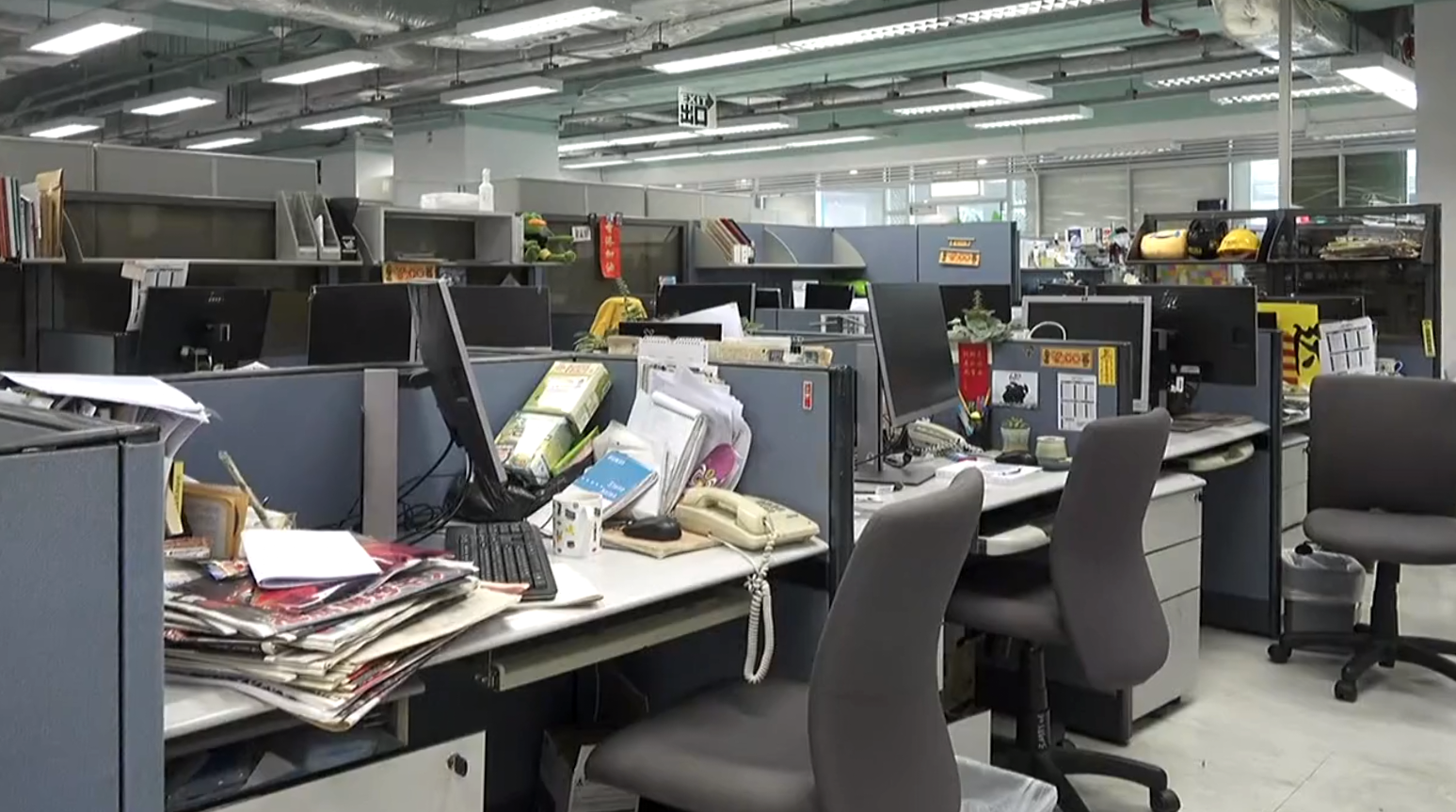
警員大舉搜查蘋果日報大樓後，部分員工枱面凌亂，有搜查過的痕跡。編採部的電腦主機被警方檢走，桌上只剩下電腦屏幕。

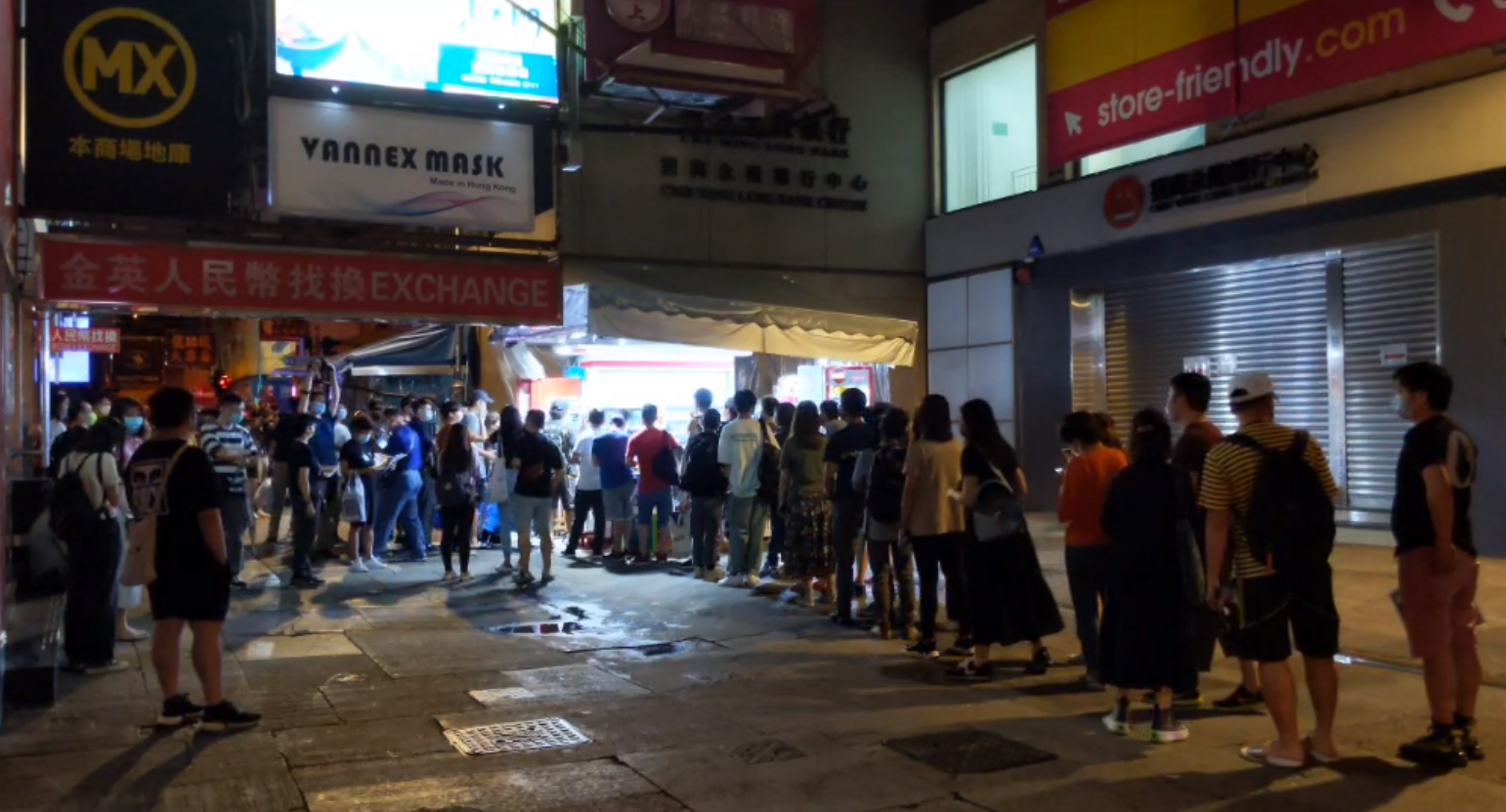
深夜1時許，大批市民在旺角報攤排隊購買《蘋果日報》

###### 2020年8月
10日，警方國安處以「勾結外國或者境外勢力危害國家安全及串謀欺詐」等罪名上門拘捕壹傳媒创办人黎智英、黎的兒子黎見恩及黎耀恩、行政總裁張劍虹、營運總裁兼財務總裁周達權、行政總監黃偉強、壹傳媒動畫總經理吳達光等7人。當天有逾200名警員持手令搜查將軍澳壹傳媒大樓。身處海外的黎智英助手——美國人馬克‧西蒙（Mark Simon）則被警方通緝，成為繼朱牧民後第二位被警方以違反《港區國安法》通緝的非中华人民共和国公民；他在社交網站貼文，公告黎智英涉嫌勾結外國勢力被捕的消息。另外當天10時左右，約200名警員抵達將軍澳的蘋果日報大樓進行搜查。報社員工暫停工作，配合警方行動。
11日，《蘋果日報》及《蘋果動新聞》如常出版，蘋果日報加印至55萬份。

###### 2021年6月
17日，警方國安處以涉嫌違反國安法拘捕壹傳媒及《蘋果》5名高層，包括壹傳媒行政總裁張劍虹、壹傳媒集團營運總裁周達權、《蘋果》副社長陳沛敏、總編輯羅偉光和蘋果動新聞平台總監張志偉。當天有逾500名警員持手令搜查將軍澳壹傳媒大樓，搜查令容許警方搜查新聞材料，並帶走電腦器材。警方國安處以涉嫌違反國安法凍結3間公司合共1800萬元資產，包括蘋果日報有限公司、蘋果日報印刷有限公司、蘋果互聯網有限公司，並要求7間銀行不可處理上述3間公司的銀行帳戶內財產。18日，《蘋果日報》及《蘋果動新聞》如常出版，《蘋果日報》加印至50萬份。
20日，黎智英的美籍助手Mark Simon向路透社承認，報社資金陷入乾涸，現有資金不足以員工支薪或負擔印刷成本，最快在最近數天內《蘋果》要被迫停刊。
21日，壹傳媒召開董事會商討應對方法，並發信要求保安局解凍資金以作員工支薪，但政府拒絕。
23日上午，《蘋果日報》社論「蘋論」主筆楊清奇被警方國安處拘捕。他被指涉嫌串謀勾結外國或境外勢力危害國家安全罪。浸大新聞系前助理教授杜耀明指出，現時寫政治評論的風險雖很大，但除非證明到有行動，以及勾結外國勢力，或與外國機構有聯繫者才行，如果「單純寫評論而致罪是以言入罪，好大的警號」。
另外壹傳媒有限公司董事會宣布，基於香港當前情況，《蘋果》印刷版不遲於6月26日（周六）最後一期結束，電子版亦不遲於6月26日晚上11時59分停用。
24日上午凌晨，《蘋果日報》網站、手機應用程式、Facebook和YouTube頻道已經停止更新，Facebook和YouTube頻道率先刪除內容和全面關閉，當中包括《壹周刊》、《果籽》和《飲食男女》等，讀者無法再查閱。網站及手機應用程式分別於凌晨12:40及凌晨1:30關閉。
24日早上，大批市民為購入最後一期《蘋果日報》，多區報檔大排長龍。部份不良報販即場坐地起價，網上更有人炒賣至$1,000一份，100萬份《蘋果》最終沽清。
蘋果停止營運的消息受到國際社會關注。英國廣播公司、英國《衛報》、日本放送協會、美國有線電視新聞網和美國《紐約時報》等國際媒體亦有報導停刊一事。台灣總統蔡英文亦在其facebook頁面發文，對黎智英被拘留，資金遭斷和高層被捕感到很遺憾。美國總統喬·拜登發聲明回應，稱《蘋果日報》的關閉是「媒體自由的悲哀之日」。他批評北京政府透過《港區國安法》，對香港加強打壓，是威脅言論自由。
27日，前《蘋果日報》英文版執行總編輯兼主筆馮偉光（筆名盧峯），晚上在香港國際機場準備前往英國時，被香港警方禁止出境及拘捕，涉嫌“串謀勾結外國或者境外勢力危害國家安全罪”。至今有13人因《國安法》被捕的人士與壹傳媒有關。

##### 兒童刊物被指為煽動刊物

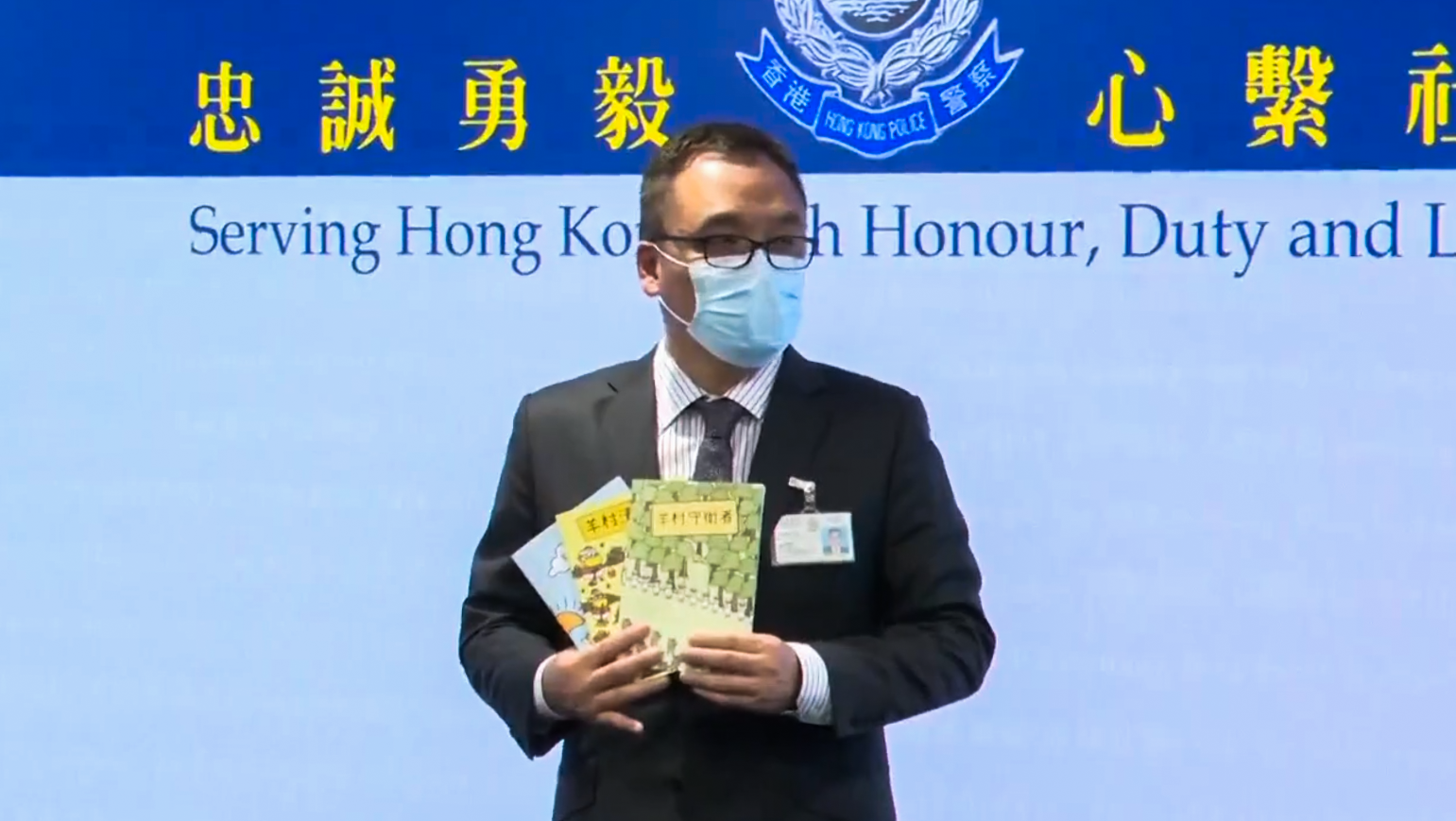
國安處高級警司李桂華見記者，指兒童刊物《羊村守衛者》和《羊村十二勇士》繪本的內容設有導讀及對照表，分別反映反修例事件及「12 人港人案」，並非警方自行聯想，認為內容是要製造仇恨

2021年7月22日，警方國安處拘捕香港言語治療師總工會5位成員，年齡介乎25至28歲，涉嫌串謀發布煽動刊物。報導指事件與《羊村守衛者》、《羊村十二勇士》及《羊村清道夫》此三繪本有關。行動中搜出約550本相關刊物和傳單，工會約16萬元資產亦被凍結。警方國安處高級警司李桂華形容刊物透過兒童漫畫美化違法行為、荼毒兒童，引起市民對政府的憎恨。他呼籲持有繪本的家長或商店應盡快處理，不要再派發。香港職工會聯盟主席黃迺元批評事件明顯侵犯《基本法》賦予的言論及創作自由，政府明顯想散播恐懼，也代表《一九八四》、《动物庄园》都不能再看。

##### 立場新聞高層大搜捕
2021年12月29日，香港警務處國家安全處以涉嫌違反《刑事罪行條例》「串謀發布煽動刊物罪」為由，針對民主派網路媒體《立場新聞》及其他人展開拘捕行動。

#### 2022年
2022年2月15日，警方國安處拘捕藝人阮民安，指控他2021年9月起，在社交媒體上不斷發出具煽動性行為，包括在嘲笑因公殉職的警員和第五波疫情期間宣揚打針不安全，希望引起憎恨政府、司法及激起香港市民不滿。而保安局局長引用《港區國安法》凍結他本地銀行戶口及馬會戶口，合共14萬元。
同月25日，警方國安處派出大批機動部隊警員到旺角中心拘捕台式飲品店「初凝 ‧ 芝茶」的兩名負責人，指他們在社交媒體抹黑政府防疫政策，涉嫌作出「煽動意圖」罪。
3月14日，總部位於英國倫敦的非政府組織香港監察於Facebook專頁表示，收到警方國安處正式警告，稱其網站涉嫌違反《國安法》，要求在72小時內移除網站內容，又指控該組織干犯「勾結外國或者境外勢力危害國家安全罪」，令組織成為首批被國安法針對的外國組織。組織創辦人指，威脅一個報道香港人權狀况的非政府組織證明國安法的危險。英國外交大臣卓慧思亦批評，香港當局試圖令自由民主的支持者保持沉默。警方表示不評論個別個案，但指所有行動按實際情況依法處理，市民可繼續合法使用互聯網，不受影響。
3月22日，警方國安處公佈派出臥底喬裝為習武學員，參與「集英楊武堂」的「殺鬼敢死隊」訓練班，到3月20日在尖沙嘴拘捕59歲的武術男教練及61歲女助理，指他們涉在社交網站散播煽動言論、有意圖而管有攻擊性武器等共3罪。國安處高級警司李桂華稱被告有外國背景，疑涉及外國勢力，在網上鼓吹建軍。又指被捕者深受假消息激化，可透過言論蔓延仇恨，包括「831太子站事件」、「沙嶺公墓埋葬義士」、哀悼七一刺警案死者「梁健輝」和就2021年－2022年緬甸反軍事政變示威向當地「為自由未來獻上生命」的義士英雄敬禮。同時被指抹黑政府防疫政策，如新冠疫苗未經藥物註冊，接種後疫苗會消滅抵抗力及引起心肌毒素，又指「安心出行」程式收集使用者大數據，批評其抹黑行為不負責任。他又指被捕者行為遠遠超出煽動階段，認為逐步實踐其目標，目的是對準中華人民共和國及特區政府政權，不排除以國安法起訴。警方亦會逐一調查訓練班參與者的身分。另外，警方在其寓所和共享空間發現大量攻擊性武器，包括1支氣槍、兩把斧頭、3把劍及6把開山刀，部分有使用痕迹。
5月27日，保安局局長鄧炳強表示，香港國安法生效後，共186人因涉嫌從事危害國家安全的行為和活動而被捕，其中115人遭檢控，另有五間公司因涉嫌干犯危害國家安全罪行遭檢控。

#### 2023年
2月15日，警方表示截至2022年底有236人被捕（185男51女），年齡15至90歲，逾140人被檢控。對國安法被指用作打壓人權，警務處長蕭澤頤強調維護國安屬頭等大事，每個發達國家都有法例處理國安。而自從2020年推出「國安處舉報熱線」後，至今收到逾40萬個訊息，警方亦在2022年6月推出「反恐舉報熱線」，至今收到接近1.3萬個訊息。他呼籲大眾繼續建立「全民反恐、見疑即報」的意識，並指目前仍有人借助社交媒體作出煽動行為。警務處副處長（國家安全）劉賜蕙稱，國安法使本港進入「由亂及治」的階段，並指目前仍有本土極端分子和外部勢力試圖透過不同渠道危害國安。
5月16日，一名持美國護照的78歲香港男子梁成運，被指涉嫌從事間諜活動而被判終身監禁。行政長官李家超出席行會前表示，目前國家安全風險仍潛藏在社會，不能掉以輕心有所警惕，要慎防「軟對抗」等潛伏力量。
6月21日，《大公報》刊登李家超的訪問，形容目前《港區國安法》實施後，國家安全風險仍然存在，有反中亂港分子轉用各種手段破壞，形容“包裝成很有道理，但實際上是挑撥及擴大矛盾，下一步就是會危害到國家安全”，要警愓相關破壞因素。他又指不犯法不代表不破壞國安，重申2019修例風波是香港永遠的警號。他指建設力量一定能夠與破壞力量對抗，如「天使與魔鬼永遠都是對抗一樣」，政府一定有辦法對付。
6月28日，國安處推出紀念特刊《護港》，設有實體版和電子版，分為四個章節輯錄了國安處的重要執法行動，提及9宗國安案件，當中包括「黎智英團伙案」、「35+非法初選案」、唐英傑案、羊村案及呂世瑜案。而光城者案、七一刺警案及集英揚武堂案在「本土恐怖主義」章節介紹。特刊最後部分指「外部勢力風險」和「軟對抗」仍在，包括展示海外的紀念活動、隱世市集和黃店Chickeeduck結業前夕等相片。特刊由星島新聞集團設計及製作。
6月30日，政府於《港區國安法》實施三周年發佈新聞稿，指出雖然雖然香港社會整體穩定，但要保持警覺，慎防反中亂港分子伺機反撲，危害國家安全，指網絡及媒體等渠道仍散播不同「軟對抗」行為，製造矛盾甚至煽動香港市民對中央和特區政府的仇恨，呼籲市民遵守《國安法》及維護國安相關法律，「同時增強憂患意識，堅持底線思維」。

#### 2024年
6月12日，香港政府宣布，根據國安法取消前立法会议员罗冠聪、香港劳权监察总干事蒙兆达、网媒《棱角》执行总监刘祖迪、英国驻港总领事馆前职员郑文杰、网台“升旗易得道”主持人霍嘉志及蔡明达的護照。這些人均位於英国。
7月1日，匿名團隊發表《國安法》觀察報告　體制內外全面控制香港社會。

#### 2025年
6月6日，黃之鋒涉嫌違反香港國安法中「串謀勾結外國或者境外勢力危害國家安全」罪，在獄中再度被警方拘捕。美國國務院發言人公開聲援黃之鋒，干涉中國內政，駐港公署發言人對此表示不滿與反對。

### 國安教育
2021年2月4日，教育局向各中小學（包括特殊學校）發出通告，表示因應《國安法》實施，已更新課程指引及教學資源，以及要求學校落實具體措施，應對學生可能在校內或校外參與和發起具政治訊息的活動。如學生在校內叫口號和拉人鏈等，要立即勸止及提醒，指出如有懷疑涉及違法行為或有需要的話，可諮詢警區的警民關係主任，如遇嚴重或緊急情况甚至可「請即報警」，並「將涉嫌違法行為、人物和詳情作紀錄」。
局方要求學校在兩個學年內全面落實國家安全教育，並成立落實國安教育工作小組，每年需遞交工作報告，強調「涉及國家安全的議題沒有爭辯或妥協的空間」，教師必須令學生明白維護國安是國民的責任，不可以向學生宣揚個人政治立場，以及直接或間接鼓動或默許學生參與校外政治活動等。在校內，需要確保要求建築物、課室、壁報板等地方不可展示涉及危害國家安全的內容，亦須禁止任何人士攜帶違規的物件回校。而教學層面，多個正規學科亦需要滲入國安內容，如小學常識科、中文科，至高中的中史、歷史、經濟、企會財、地理科及生物科等。
局方亦為學生製作有聲繪本，要求初小學生要認識國旗、國徽及國歌，以及代表國家的事物，如大熊貓、長城等，還要認識和明白警察、醫護及解放軍是保護自己的人。而初小時要學懂國安法四項犯罪行為，高小要明白它們的基本含意，高小要了解國家版圖，鴉片戰爭和國家改革開放等歷史事件，並包括學習拒絕轉發未經證實資訊。到中學階段，要明白中华人民共和国在一帶一路倡議、中美貿易戰所面對的機遇及挑戰，學習分析國家目前面對的發展和危機，要求學生能夠自我履行維護國家安全責任。
前教育界立法會議員葉建源批評教育局未有諮詢教育界，也沒有舉行記者會交代，認為做法有違常理。而有關指引涵蓋範疇太大。會讓中小學的校長和老師感到壓力。民間法律評論團體法夢成員黃啟暘認為會威脅學校的學術自由。
2021年7月，香港八間資助大學中，浸會大學、理工大學及嶺南大學均表示將在9月份新學年起推行國安教育，納入必修課程。浸大學生會署理會長方仲賢質疑校方表示不希望將政治放入校園，卻將國安教育列為畢業要求，認為是政治化。另外，香港大學學生會「學苑」報道，港大教務長曾詠詩於2022年7月25日發電郵，稱2022至2023的學年起，所有學生均須完成「憲法、基本法和國安法入門」（Introduction to the Constitution, the Basic Law and the National Security Law）方可畢業，並指有關課程不計算學分（non-credit bearing course），將以網上自學（self-directed）形式進行，學生毋需註冊（enroll）有關課程。
公民與社會發展科取代通識教育為香港中學文憑試必修科目，課程內容涵蓋港區國安法。由2021年9月起中四級學生必須修讀此科並須於香港中學文憑試取得「達標」成績才能升讀本地大學。
由2023/24學年起，所有公營學校、直接資助計劃學校及參加幼稚園教育計劃的幼稚園的新聘教師，必須在《基本法及香港國安法》測試取得及格成績，方可獲考慮聘用。

### 圖書館審查
康文署已移除公立圖書館中眾多被認定危害國安之書，至少百多本著作，如《香港城邦論》，部分談論中國、台灣的政論電子雜誌亦被下架。另由於教育局要求各校圖書館之藏書不得危害國安，規定又被不少學校教師及圖書館人員認定不夠明確導致他們怕被罰而大搞自我審查，荃灣一間中學甚至將香港中文大學政治與行政學系副教授馬嶽《民主十問》、香港大學學者周永新《香港人的身份認同和價值觀》、趙紫陽回憶錄等下架。香港都會大學人文社會科學院助理教授羅樂然認為在紅線不明下，短期內關於香港當代事件之書難入學校建議書目。他擔憂在紅線不明下，學校大規模將書下架，損害學生接觸課外知識的興趣，建議教育局提供指引以釋學界疑慮。對此，時任教育局長楊潤雄於2022年6月6日表明，學校圖書館選書指引已夠清楚，校方人員若有疑問可詢問教局。

### 電影審查
2021年6月11日，政府因應《港區國安法》實施，刊憲修訂《電影檢查條例》檢查員指引，即日生效。指引订明如上映影片可能危害国家安全罪行或可能以其他方式损害香港特区维护国家安全的行为或活动所作的描绘、刻画或表现，及可客观和合理地被视作认同、支持、宣扬、美化、鼓励或煽动该等行为或活动的内容，检查员应得出影片不宜上映的结论。商务及经济发展局发言人表示，电影检查制度建基于在保障个人权利和自由及保障合理社会利益之间取得平衡。尽管基本权利（包括上映影片时享有的发表自由）应受尊重，但行使该等权利时同时受由法律订定及以达致合理目的（例如尊重他人权利或名誉及保障国家安全或公共秩序，或保障公共卫生或道德）而必须作出的规定所限制。香港電影工作者總會發言人田啟文以個人身分接受記者訪問，認為指今次修訂《指引》影響深遠，有不少灰色地帶「無所適從」，對業界造成「無形壓力」。他以2021年初上映電影《拆彈專家2》為例，電影將香港國際機場、青馬大橋及多項基建設施被炸毀，稱「成個香港炸咗，係咪又煽惑呢？好冤枉同無稽囉。」
同日，鮮浪潮電影節宣布講述反修例運動的本地競賽短片《執屋》取消放映。
2021年10月27日，立法會通過修訂電檢條例，明文規定電檢處檢查員須考慮影片上映會否不利於國家安全，以及賦權政務司司長以國家安全為由撤銷過往發出的影片上映的核准或豁免證明書。條文生效後，多套電影上映受阻，其中雨傘運動紀錄片《作為雨水：表象及意志》被電檢處指內容敏感，需要更多時間審批而未能趕及於放映前獲取核准證明書；台灣學生作品《美豬肉圓》亦被電檢處要求刪去與總統大選及蔡英文有關內容；原定於2023年3月23日在香港上畫的《小熊維尼：血與蜜》突然宣佈停止上映（雖然已經獲得電檢處發出的核准證明書），有報道認為電影取消公映涉及政治原因，因小熊維尼的形象與中共中央總書記習近平的網絡迷因有關（參見：小熊維尼在中華人民共和國的審查）。

### 國安開支
財政司司長陳茂波在2021/22年度財政預算案透露，會撥出80億元款項用於「維護國家安全」開支。不過相關的資料列入在預算案的開支預算摘要中最後一項，也沒有列出哪一部門會使用。而根據《港區國安法》條文，特區政府要從一般收入中撥款，支付維護國家安全的開支，並不受本港現行法律規定限制，亦不須由立法會審批及監察。陳茂波表示相關的預算在早前公佈的政府帳目提及，形容是絕對公開透明。
2023年5月19日，政府刊憲公布最新一期政府賬目，增撥50億元，「用以增加專門款項的非經常性撥款，以支付關於維護國家安全的開支」。同年2月宣讀的財政預算案及相關政府部門開支的文件未披露有關維護國家安全開支。保安局局長鄧炳強於同年7月指「因為打擊危害國家安全事關重大，與及機密性很高」，他認為「奧妙之處在於，你不知道我何時用完，又不知道我用了多少，有需要時再申請。為了防止別人對於我們的國家安全工作作出揣測和攻擊。」

### 網絡封鎖
根據媒體報導，香港警方以違反《港區國安法》為由，下令互聯網供應商於香港境內限制瀏覽部分網站，隨後有香港用戶先後無法登入香港編年史、促進轉型正義委員會、台灣基督長老教會、民主進步黨、中華民國國防部國軍人才招募中心、香港約章、六四記憶．人權博物館、香港監察等網站。

### 媒體停止運作
港區國安法通過後，在2021年起有傳媒中被港警國安處以「串謀發佈煽動刊物」罪檢控，有些媒體因安全疑慮對外宣佈停刊。該罪列於《刑事罪行條例》中，最早可以追溯至英屬香港制定的《1938年煽動條例》。該條例在1967年左派暴動審判之後，直到《香港國安法》頒布前，從未被採用。

### 公務員職位招聘加入國安法測試
基本法及香港國安法測試取得及格成績是所有香港公務員職位的入職條件，所有申請人（包括過往曾參加任何《基本法》測試的申請人）如欲應徵2022年7月1日起刊登的公務員職位招聘，必須在《基本法及香港國安法》測試中取得及格成績方會獲考慮聘用。該測試形式為多項選擇題，答對一半或以上為取得及格成績。（參考：綜合招聘考試）

### 招標文件加入國安條款
- 根據地政總署的資料，由2022年11月起，多幅官地的賣地條款及短期租約招標文件加入國安條款，政府有權以國安為由取消投標者資格及中止租約，當中包括旺角洗衣街項目。發展局表示不擔心條款影響政府推地，「對於守法的投標者來說，有關條款不應該影響其投標意欲」。[186]

- 教育局在2023年6月13日發布《國家安全：學校具體措施》（2023年6月增強版），就採購事宜新增招標文件條款，要求學校列明基於國家安全，可取消供應商的資格和終止合約。《明報》發現多間學校在午膳供應商、租賃影印機服務、小食部服務的招標文件列出國家安全條款。[187]

- 2023年8月底，康文署邀請非牟利機構提交建議書，在未來15年承接管理尖沙咀星光大道，當中包括將目前由康文署管理的梳士巴利花園交由非牟利機構負責。文件亦訂明日後營運者需維持休憩空間對公眾免費開放、自負盈虧、並加入維護國家安全條款，如合理相信招標者從事的行為有可能危害國安，可取消資格。[188]

### 改組社工註冊局
2024年7月3日，立法會三讀通過《社工註冊條例(修訂)草案》，改組社工註冊局，修例後的社工註冊局，成員由現時15人，民選成員過半，增至27人。由於民選成員維持8人，特首委任的增至17人。社工若被裁定危害國安等罪成，會永久除牌。政府於7月5日刊憲，同日新委任成員會宣誓。

## 爭議
整个立法过程由全国人大常委会主导，相关的立法没有经过香港立法会，也没有在香港进行全面的咨询。全国人大常委会委员长会议决定只找上港区人大代表、几十家中央和国家有关机关、有关省、自治区、直辖市、临近港澳的有关地区设区的市以及零星有关专家和学者，過程因而被多個團體指沒有進行有意義的諮詢，而香港市民只能看到草案說明。香港大律師公會和泛民主派人士批評有關做法沒有尊重港人；其後更有市民發起至少兩次遊行表達不滿，引發警民衝突和超過600人被捕。法例最後在41天內急速通過。香港国安法未有公开意见征求或咨询阶段、施行前未公開法律內容，情況罕見。除本法外，近年只有針對海峽兩岸關係的2005年《反分裂國家法》在通過法律後才公布全文內容。
港區國安法自2020年6月30日起生效，儘管有具體規定以及權利申明等條款，但「特定情形」下允許秘密執法，法律明確性飽受批評。至2023年4月14日，已有250人因國安法被捕，71人完成審訊，定罪率達100%。

## 後果及影響

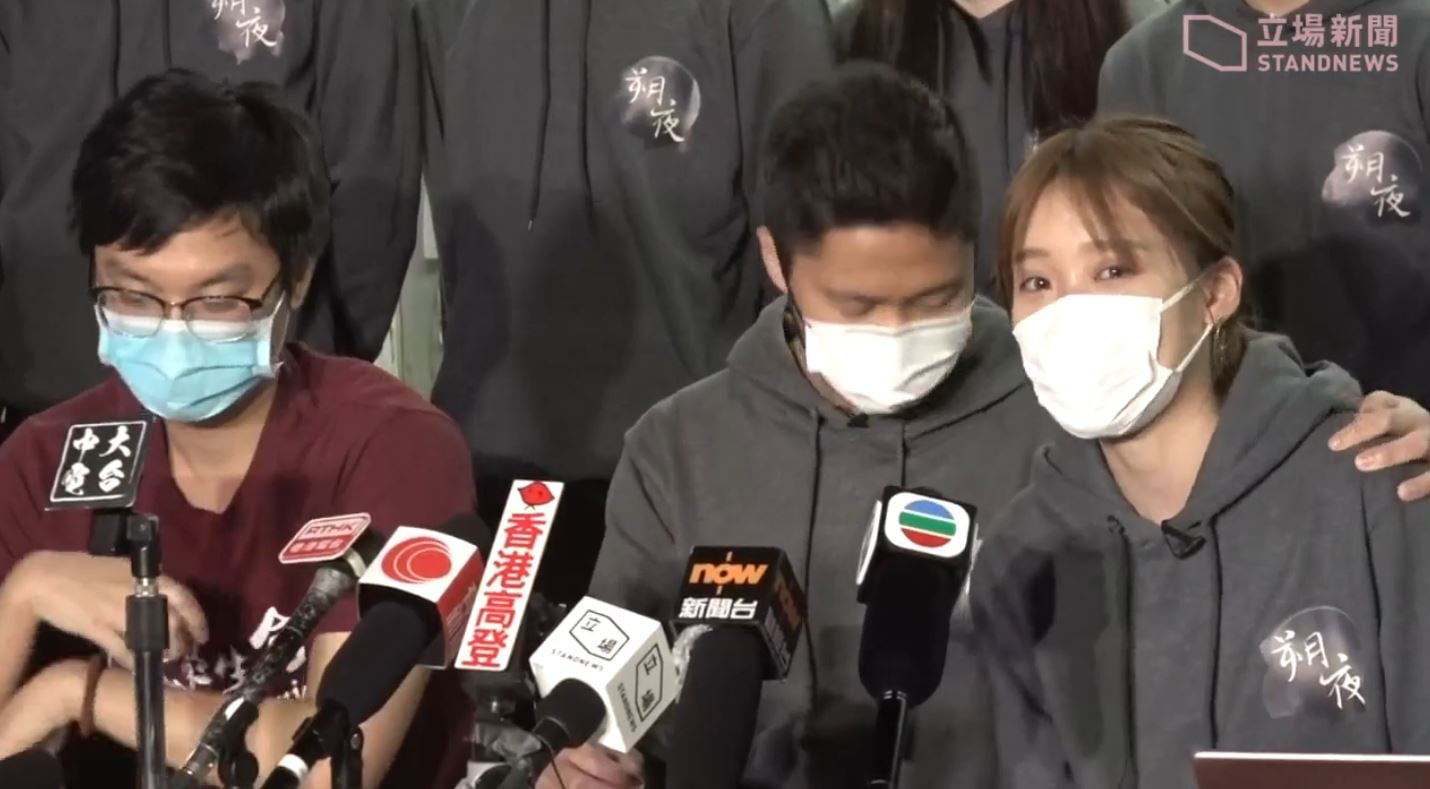
新一屆學生會內閣「朔夜」在2021年2月26日凌晨12時緊急召開記者會交代詳情，副會長何思珩（右）發言時一度哽咽，表示在沒有錢下仍然會為同學服務

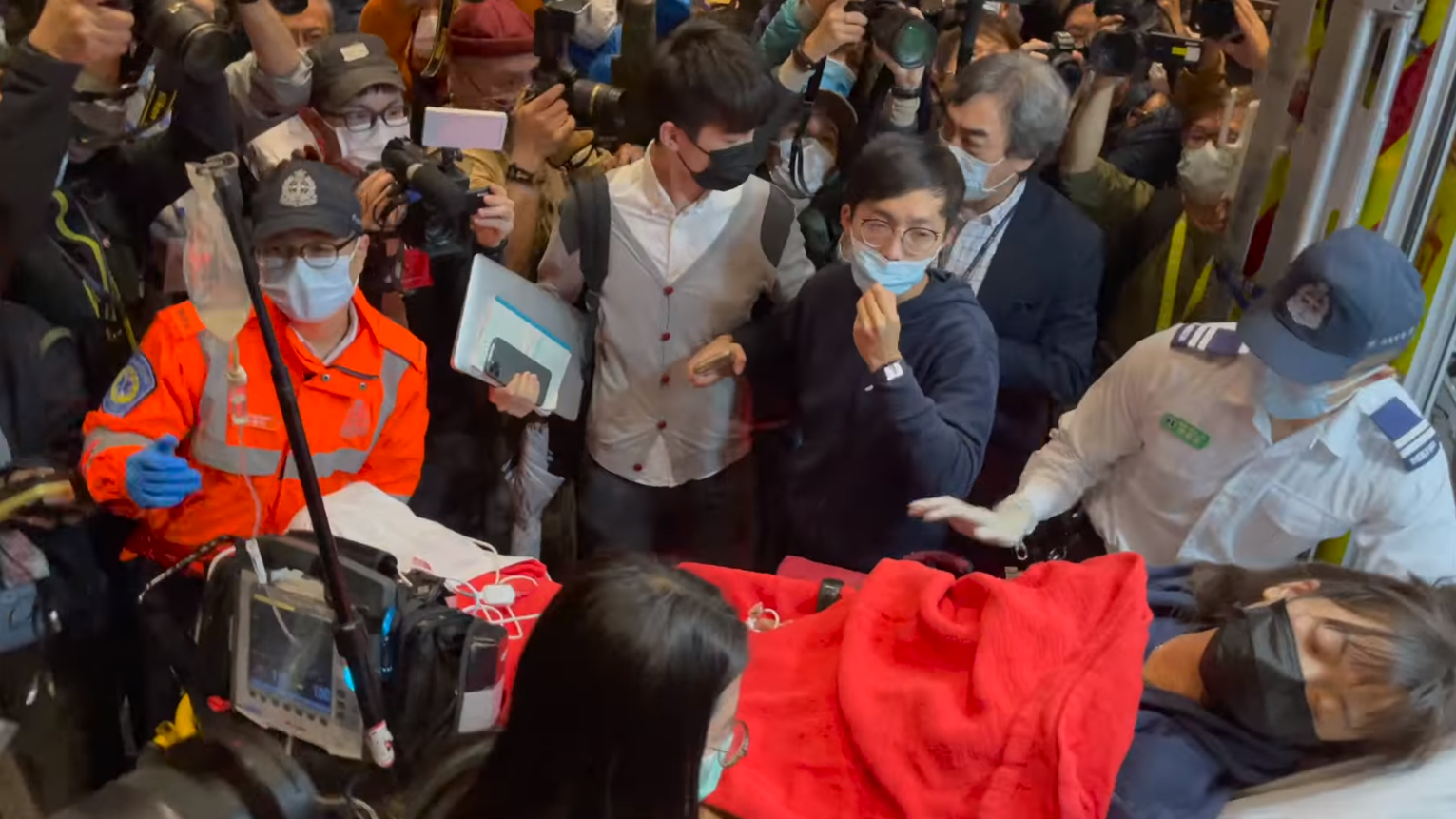
3月4日，被告楊雪盈身體不適需要以擔架床送院，令社會嘩然

### 出獄後終身受到限制
2023年，周庭及鍾翰林離港後透露，國安人員可安排到中國大陸考察，限制出入境，限制工作，提供金錢充當線人及定期被安排到不同地點向國安人員匯報。而國安人員指出國安法第63條禁止向任何人透露溝通內容，包括醫生，律師等。行政會議成員湯家驊其後證實無誤。
配合辦案的有關機構、組織和個人應當對案件有關情況予以保密。
 — 中華人民共和國香港特別行政區維護國家安全法 第六十三條 節錄

### 被港區國安法定罪人士限制获得公职
根据《维护国家安全法》第三十五条规定：
任何人經法院判決犯危害國家安全罪行的，即喪失作為候選人參加香港特別行政區舉行的立法會、區議會選舉或者出任香港特別行政區任何公職或者行政長官選舉委員會委員的資格；曾經宣誓或者聲明擁護中華人民共和國香港特別行政區基本法、效忠中華人民共和國香港特別行政區的立法會議員、政府官員及公務人員、行政會議成員、法官及其他司法人員、區議員，即時喪失該等職務，並喪失參選或者出任上述職務的資格。
根據條例，被港區國安法定罪人士不能擔任公務員、立法會議員和區議員等公職，以及成為立法會和區議會選舉候選人，而定罪時擔任這些職位人士會被即時喪失出任資格或解僱。
2022年7月22日起，被港區國安法定罪人士除非得到所有社工註冊局委員同意，否則不能擔任註冊社工，而定罪前已註冊的社工將被吊銷執業資格。

### 社會自我審查和舉報
- 2020年12月15日，大澳環保山系服裝店「EARTH.er」在facebook發文，指有人投訴其閘門上，改编自中華人民共和國建國領導人毛澤東名言的「革命無罪，光復有理」標語敏感，之後有警員到場，並記錄店主的個人資料。他質疑「呢句嘢敏感咗咩？犯咗咩法呢？（这句话敏感了吗？犯了什么法？）」而警員籲他自行上網查看《港區國安法》。店主形容事件是白色恐怖。警察公共關係科覆稱接獲市民報案，指閘門外的字句涉嫌違反《港區國安法》。其後有大嶼南分區人員接報到場，經初步調查後，案件不涉及刑事成分，列作雜項事件。[203]

- 2020年12月17日，《香港自由新闻》報道，美國作家Kent Ewing出版的新書《前線香港 1997 - 2020》原定今年9月面世，不過香港連鎖書店Bookazine禁賣相關的書本，更透過電郵向作者指實施《港版國安法》後，書店希望「保持低調」（stay under the radar），故不會將該書寄存到店內售賣。而出版商Form Asia也在9月向作者發電郵，指基於一系列原因，決定不會發行該書本，最後被取消。作家Kent Ewing在《香港自由新闻》發表文章，指書本涵蓋1997年移交，三代特首及2014年雨傘運動等事件，形容此書「不幸」（ill-fated）。 [204]

- 2021年3月，立法會新民黨議員容海恩在特首答問大會中指西九文化區「M+博物館」部分展品，如艾未未的《透視研究：天安門》作品散播涉嫌違反國安法、「侮辱國家尊嚴」。要求政府成立部門為有關展品進行審查是否違反《港區國安法》和《基本法》，同時要求防止有仇中情緒的展品上架。特首林鄭月娥表明「所有香港的同胞都要支持及維護國家安全」，會「特別警惕」相關事宜。M+博物館表示，會以嚴謹的學術精神為原則，並遵守香港法律，“秉持最高的專業操守”。藝發局視覺藝術小組主席陳錦成認為艾未未的創作方向是以「挑戰權威」為主，認為容海恩可能「見識少啲」，指出政治其實是藝術創作常見的主題，建議她尋求相關專業人士「虛心啲去學」，多了解作品背後的理念。[205]艾未未對事件感到遺憾，認為容海恩作為立法會議員，將藝術範疇視為與政治對抗，是對藝術不理解。[206]其後中聯辦背後支持的《文匯報》形容藏品是「挑戰國家尊嚴、侮辱英雄、無視社會道德底線、貶低宗教、涉及孌童意識」。[207]而M+博物館表示沒有計畫在開幕展覽展示艾未未的《透視研究：天安門》和其餘3幅「中指」藏品。[208]

- 2022年3月9日，親中網媒「港人講地」指出香港民意研究所在有關俄烏戰爭的問卷中提及「你比較支持俄烏戰爭中的哪一方」、有多支持或反對以「加入烏克蘭國際志願軍」來支持烏克蘭、有多支持或反對香港發起「實際行動」支持烏克蘭等，是進行誘導式民意調查，涉嫌煽動暴力和違反《國安法》。其後《大公報》和《文匯報》都批評有關民調是借俄烏戰爭煽仇，更引述法律界人士傅健慈指俄烏戰爭事件屬外交行為，企圖製造香港與國家外交政策。[209]民研到3月11日指由於事出突然，而決定取消記者會。[210]到3月12日，學者鍾劍華指有關報導提及的問卷「從來不存在」，直斥《港人講地》報導斷章取義和扭曲事實；他亦指相關傳媒欠缺基本邏輯，利用捏造問卷未經查證大做文章，手段卑劣，對此予以譴責。[211]

- 2023年6月，一名在日本留學的23歲香港女學生被一名匿名人士透過「國安微信」舉報投訴她在個人facebook內宣揚港獨，她回港後被國安處以「煽動分裂國家罪」拘捕，涉嫌在其個人社交媒體上多次發布具煽動意圖的帖文及相片。女學生被警方國安處沒收護照而無法再到日本留學。[212]
- 2023年8月，位於中環太平山樓梯街的輝煌快餐店逾十年外牆塗鴉，被民政處指「帶有黃色安全帽及正在吃麵的地盤工人」的圖案涉嫌違法《國安法》而被抹走。快餐店指有關圖案不涉及任何政治成份，但最後只能「忍住憤怒同悲痛，眼白白睇住藝術品嘅消失」。而創作的畫家表示作品靈感來自於附近地盤工人，構思與政治意識完全無關，認為香港的創作空間已大大收窄。[213]

### 香港第五次移民潮
- 2021年1月末，香港青年協會青年研究中心「青年創研庫」公佈一項調查，訪問了525名18至34歲青年。顯示近30%受訪青年有意移民，當中逾半指與《港區國安法》有關。調查也顯示43.6%受訪青年表示對香港未來不抱希望。[214]

- 2021年2月，香港中學校長會以不記名方式向全港中學校長發問卷調查，發現2020年7月至11月期間，因移民而退學的中學生較前年增52%，而離職教師較2019年同期增106%。逾8成中學校長相信學生退學人數會持續上升。[215]

- 2021年7月，《港區國安法》立法1週年，香港入境事務處統計過去一年，經香港國際機場出境的香港居民比入境的多近11萬，約佔香港750萬總人口的1.45%。[216]而根據哈維法律集團在同年6月的調查，顯示港人移民人數自2019年反修例運動起急升3倍，不少是憂慮《國安法》的影響，並希望安排帶子女離港升學。[217]

- 《港區國安法》生效後，若干傳媒、藝術界人士與藝人已離開香港。當中包括前港台主持人曾志豪[218]、漫畫家柳廣成[219]、評論家李怡[220]、香港KOL Bob叔[221]、學者趙善軒[222]、時事評論人程翔[223]、明星王喜[224]、填詞人林夕等。[225]其中藝術家黃國才身處台灣後表示會在「不會自我審查、被審查」的地方繼續創作。[226]而資深媒體人韋安仕（Steve Vines）以「白色恐怖橫掃香港」為由，已離開香港前往英國。[227]其後亦有不少政界和學術界人士離港，當中包括前民主黨主席李永達，公民黨前立法會議員郭榮鏗，多名前任區議員和香港民意研究所副行政總裁鍾劍華等。
- 2022年9月20日，香港統計處數據顯示，香港年輕勞動人口大幅減少，20至39歲組別較去年同期減少14.98%，其中金融、科創人才較多。[228]
- 2022年9月20日，國務院港澳辦副主任黃柳權，在中宣部記者會引述香港統計處數字指出，香港今年年中較去年年中的人口減少，原因是多方面，看不出是移民潮導致；特區政府發言人亦解釋，香港作為一個國際城市，人口流動性一直很高。[229]
- 2022年10月19日，香港行政長官李家超發表首份年度施政報告，承認香港在兩年內僅勞動人口就流失14萬，並提出“搶人才”計畫。[230][231]

### 多個泛民主派政團和工會停止運作
- 2021年6月，《明報》翻查過去一年資料，發現至少21個泛民主派政團、聯盟和工會，在《港區國安法》生效前後停止運作。包括地區組織「維多利亞社區協會」、「灣仔起步」、「北炮同盟」、「民主動力」、「沙田區政」、成立逾10年的新民主同盟、香港眾志、學生動源、香港民族陣綫、前線醫生聯盟、杏林覺醒、香港零時政府（g0v.hk）、民間集會團隊、香港邊城青年、春天教會有限公司，以及由泛民法律界人士組成的法政匯思等。[232][233]到7月，《立場新聞》亦發現至少有4個傘後成立組織亦已解散及刪除facebook專頁，包括專業組織精算思政、良心理政、思言財雋，以及逾萬人讚好的「傘下爸媽」。傘下爸媽成員Dorothy指國安法下，沒有人知道紅線。而2014年成立的「文化監暴」facebook專頁亦無法瀏覽。[234]截止9月底，成立近半個世紀的全港最大單一行業工會與政治組織教協、於1989年成立的支聯會、香港第二大工會職工盟、民主派總辭後一度唯一在香港立法會擁有議席的非建制派政黨熱血公民、一度在油尖旺區頗具影響力的地區組織社區前進、區議員辭職潮前唯一擁有區議會議席的親中華民國派組織民主陣線、於2014年雨傘運動後成立的地區傘後組織慈雲山建設力量和長沙灣社區發展力量、本土派學生組織賢學思政、香港最大的泛民主派聯合平台民間人權陣線及於2019年成立的支援反被捕人士的612人道支援基金、於2014年佔中前成立的真普選聯盟等也先後宣佈解散。

到2021年底，已經有至少50個團體被迫解散，包括政黨、工會和宗教機構。2023年5月27日曾是香港民主派在區議會的第二大政黨公民黨解散。

### 校方與學生會劃清界限
在《港區國安法》施行後，八大院校的校方皆與其學生會劃清界線。

#### 香港城市大學學生會
- 2020年8月21日，城大校方發出通告，宣布新學年停止代收會費，理由為「學生會財務管理狀況欠佳」。[238]

#### 香港科技大學學生會
- 2021年1月24日，因周梓樂追悼會事件等，科大學生會幹事被剝奪使用校內設施的權力半年及強制執行75小時校園服務令，而會長則被勒令休學一學期。[239]

#### 香港嶺南大學學生會
- 2021年6月8日，嶺大校方宣佈即時禁止嶺南大學學生會使用學校電郵系統（mass mail）。

- 2021年7月15日，嶺大校方停止實施「必然會員制」，不再為學生會代收會費。[240]

- 2021年12月6日，缺乏宣傳渠道的學生會在新加入人數不足後，校方稱其認受性收到質疑，或將不承認該學生會。[241]

#### 香港浸會大學學生會
- 2021年7月26日，浸会大学校长卫炳江宣布，在新學期不會為學生會代收會費，理由為「(代)收是人情，唔收是道理」。[242]

#### 香港大學學生會
- 2021年7月13日，因評議會悼念七一刺警案嫌疑人事件，自1912年成立的香港大學學生會收到校方通知，「校方宣布不承認學生會在校內角色，亦要求學生會遷離學生會綜合大樓。」[243]

#### 香港中文大學學生會
- 2021年2月24日，新一屆中大學生會「朔夜」正式成立。不過交接儀式未進行前，中大校方在2月25日晚上發出「嚴正聲明」，指新一屆學生會內閣政綱內容失實及涉嫌違反《港區國安法》，將危害國家安全，因此實行多項措施變相廢除學生會。包括暫停為學生會代收學生會會費，要求學生會註冊為獨立社團或公司，自行承擔法律責任等。校方同時暫停為學生會幹事會提供行政與大學場地支援。學生會凌晨12時緊急召開記者會交代詳情，對事件表示極度遺憾和委屈，是創會超過50年以來前所未有，批評校方打壓學生的聲音和漠視同學授權。其中副會長何思珩發言時一度哽咽，表示在沒有錢下都會為同學服務。全體成員兩度向公眾90度鞠躬致歉。[244]過去4屆學生會包括「晨煦」、「凌霜」、「山鳴」及「星火」發表聯合聲明，強烈譴責校方無理做法。聲明同時斥校方向政權表忠，徹底踐踏中大同學的民意。要求校長段崇智立即撤回有關聲明及立即停止相關打壓行為。[245]到2月27日凌晨，內閣在facebook專頁宣布正式撤回參選宣言及政綱等有關文件，並將早前的帖文和圖片全部刪除，頭像相片變為黑色，但沒有交代原因。[246]3月1日，當選內閣在上任幹事會首天宣告集體請辭，會長林睿睎表示有內閣成員受到前所未有的壓力及威脅，如幹事會成員及其家人近日受到嚴重滋擾甚至「死亡恐嚇」，認為辭職屬無奈決定。而中大校方發聲明回應，指校方從來沒有或意圖「威嚇」及「孤立」學生會幹事會或任何其他學生組織，認為內閣「朔夜」對校方的指控失實。[247]
- 2021年10月7日，歷經51屆的香港中文大學學生會宣布停止運作。[248][249]
- 2022年1月19日，中大宣佈由校方的學生事務處（SAO）接手學生會事務。學生事務處接受校內組織的提名，有篩選學生會代表及幹事權力，並保留最終決定權。校內學生代表表示擔憂，由上至下的官僚體系來全盤決定學生會組成，難有能力去監察學校政策，恐日後淪為「投票機器」。[250]

#### 香港理工大學學生會
- 2021年7月13日，理工大學停止實施「必然會員制」，不再為學生會代收會費。[251]
- 2022年1月27日，理大學生幹事會即時解散，評議會主席任臨時行政委員會主席。[252]

- 2022年4月14日，於1972年成立的理大學生會收到校方通知，要求即時停用包含「香港理工大學」字眼的組織名稱，並於15號之前遷出理大校園範圍。[253]學生會所有轄下逾80個社團組織受到影響, 面臨資產及相關設備的清算、搬離的工作，無法再使用校內設施，及是否在校外的社會中成立獨立社團的抉擇。運作近五十年的理大學生會宣布改名。

- 2022年6月22日，理大學生會解散議案投票未達到四分之三贊成，學生會暫時凍結運作。[254]

#### 香港教育大學學生會
- 2022年1月20日，教育大學宣稱學生會缺乏代表性，不再承認其地位，並宣布數項措施，除停止代收會費，又收回會址、管轄校園設施及借用場地的權利，並暫停向學生會提供電郵及網絡支援。所有學生會儲備資金要全數交由財務處暫託，學生會遭到「凍結」。[250]

### 部分企業計劃撤出香港
- 2021年3月8日，有傳媒報道日本最大網絡證券經紀公司，同時為日本首家在香港上市的公司思佰益（SBI Holdings），其總裁北尾吉孝表示由於香港實施《國安法》，加上早前有47名香港民主派人士參與初選被捕，認為「沒有自由，就沒有金融業務」（without freedom, there is no financial business）的環境下，讓公司董事感到愈來愈害怕，計畫撤出香港的營運。同時表示在中华人民共和国做生意，寧願在北京、上海或其他地方設立辦公室。[255] 3天后，總裁北尾吉孝表示“對上述的報道感到驚訝及遺憾，強調沒有正式就撤出香港作出任何討論，亦沒有任何正式的決定。”“對有關報道造成市場的驚訝及疑惑，他致以最深切的歉意。”他重申，該集團沒有計劃撤出香港業務，並會繼續向客戶及相關組織提供妥當及有效的溝通。[256]

- 2021年4月3日，日本媒體報道，當地三大電信龍頭之一的KDDI（即流動電話服務品牌au），表示因應中华人民共和国2017年實施《國家情報法》及現時香港實施《港區國安法》，公司正在考慮把有關資料從香港轉回日本國內保管。目前公司在香港的伺服器儲存了日本國內的手機使用者的資料，包括電話號碼及通信使用量。[257]

### 非人道審訊
- 2021年3月1日：以涉嫌違反顛覆國家政權罪為由，還押47名參與民主派初選人士，採用不公開馬拉松式審訊，連續四天聆訊至凌晨。由於庭上不准飲食，亦不能隨便離座梳洗，被捕民主派初選人士沒法進食、喝水、休息、上廁所以及更衣等長達三天[258][259][260][261][262][263]，導致楊雪盈在庭上暈倒，譚凱邦、梁國雄、林景楠、徐子見、戴耀廷亦先後因不適送院，令社會嘩然。[259][264][265]民權觀察批評法庭反人道對待，部份安排更有違反無罪假定之嫌，[266]亦有資深刑事律師指出此做法有違法庭慣例。[259]而直播系統畫面無法聽到庭內對話或聲音的問題，引起家屬質疑是「秘密審訊」。至3月15日，47人當中僅11人獲有條件保釋。[267]

### 部分海外法官辭職
2022年3月30日，英國最高法院院長韋彥德及副院長賀知義宣布辭任香港終審法院非常任法官職務，即時生效。韋彥德透過英國最高法院發表聲明，稱自己一直密切關注和評估香港情況，並與英國政府商討。英國最高法院的法官自1997年起便出任香港終審法院法官，以履行英國政府對香港的責任。這個做法得到英國政府支持，英國政府亦認為符合英國的國家利益。不過，自從《港區國安法》在2020年生效後，這個立場「越見爭持」。韋彥德認為，香港法院對法治的堅持會繼續得到國際社會尊重。不過，他與英國政府都同意，英國最高法院法官不能夠再出任香港終審法院法官，因為相關做法難免被視作是為一個背棄政治自由和言論自由的政權背書，而這些自由正是英國最高法院所堅持的。
英國外相卓慧思亦發表聲明歡迎及全力支持兩人的辭任決定，指英國多年來支持香港的司法系統，但《港區國安法》實施後，當局持續利用法律打擊言論、新聞和結社自由，侵蝕香港人的基本人權和自由。這些權利都寫在1984年《中英聯合聲明》當中，但當局卻限制香港的言論自由，消滅反對聲音，將異見者定罪。《港區國安法》已經產生了廣泛的寒蟬效應，並到了臨界點，英國政府支持繼續委派法官越來越站不住腳，英國法官已經不能夠再繼續參與香港終審法院，否則恐怕會令打壓合理化。副首相兼司法大臣藍韜文認為，香港已經遠離了自由，在《港區國安法》下，自由表達及真誠批評國家都成為罪行，所以很遺憾地同意委派法官的安排不再合適。藍韜文亦感謝英國法官，在1997後的25年來一直捍衛香港的法治。 但除英國最高法院院長韋彥德及副院長賀知義外，餘下海外法官中，包括來自澳洲的法官紀立信、甘慕賢、范禮全等均不打算辭職，他們回覆傳媒查詢時，表示會支持終院法官對司法獨立的承諾。
2024年6月6日，終審法院兩名海外非常任法官郝廉思及岑耀信請辭。6月10日，岑耀信在英國《金融時報》以〈香港法治岌岌可危〉為題撰文，指出《港區國安法》及英治時期建立的煽動叛亂相關條文，嚴重限制法官作出決定的自由；《基本法》和《港區國安法》保障言論和集會自由流于表面；高等法院在民主派初選相關的香港47人案的裁決，在法律上站不住腳等。港府在11日凌晨以「香港特別行政區政府極不同意岑耀信勳爵發表的意見」发表长文反驳，其中提及，法院从未受中央或香港政府压力，而近期的案件表明香港一如既往独立行使审判权。次日終院現任首席法官張舉能、首任首席法官李國能周二（11日）亦先後反駁終院前海外非常任法官岑耀信（Jonathan Sumption）批評 47 人裁決和指香港法官受政治環境影響的文章。
2024年6月11日，終審法院非常任法官加拿大藉麥嘉琳（Beverley McLachlin）不再續任，加拿大傳媒引麥嘉琳的聲明指，她已80歲，決定在7月底結束任期，又指她對法院的司法獨立及維持法治的決心有信心。
2024年6月11日，特首李家超批評岑耀信（Jonathan Sumption），在2021年，岑耀信曾經拒絕參與由英國政府鼓動的政治杯葛，岑耀信當時曾經引用例子，就是香港在英治時期沒有民主，但法治的維持是靠當時的法官，按當時的法律和證據作出裁決，令法治得以維持，民主和法治是兩回事，不應混為一談。李家超認為，岑耀信近日的言論，與他當時的一些說法有所矛盾。李家超讚揚，本港法官勇敢面對外國干預和壓力，遺憾他們被少數同事背棄。，
2024年6月11日，行政會議成員湯家驊表示事，英國法官離職影響不大，應考慮是否仍需海外法官，同時指岑耀信〈香港法治岌岌可危〉的文章欠說服力。
2024年6月12日，香港終審法院澳籍非常任法官祈顯義（Patrick Keane）指香港司法仍是獨立，強調若政府施壓司法機構或拒絕接受法院判決，就是他的「紅線」，但現時未見這情況。記者Primrose Riordan在社交平台X透露，訪問時舉例港府不接受黎智英聘請律師案的裁決，但祈顯義表示不了解案件細節，又質疑記者是否了解該案。
2024年6月13日，中共中央港澳工作辦公室轉發署名「港澳平」的文章，批評辭任特區終審法院非常任法官的岑耀信，甘當英國政治操弄工具，自毀聲譽。

### 相关诈骗行为
- 2021年5月3日，警方透露有騙徒藉實施《港區國安法》後，利用电信诈骗，其中錄得損失的個案涉及15宗，有65歲已經退休的受害人更遭騙去220萬港元。[287]
- 2024年10月17日，台灣刑警破獲以詹姓主嫌為首的集團，以印尼峇里島當作大本營，後來因為逾期居留被遣返，檢警確認他們的犯罪行為，包括鎖定香港民眾，由一線機手，假冒香港通訊局，打給被害人，佯稱被害人電話涉及大量發送"香港獨立"訊息，恫嚇違反"香港國安法"，引轉接到第二、三線機手接聽，三線機手假冒中國公安局人員，繼續恫嚇，被害人涉嫌洗錢，需要財產監管，藉此詐取被害人財物，不法獲利至少2.4億元。台中地檢署檢察官張富鈞表示，基本上他們就是，利用港區國安法話術，利用這個民眾對這個的不知，或者是不熟悉和恐懼，變成用官方的方式來監控他們，利用這樣逐步把他們的錢掏空。[288][289]

### 集體反恐
- 實施《港區國安法》後，警方為避免公眾再度製造恐怖活動，早於2018年4月正式成立跨部門反恐專責組，更於2021年11月19日首次於高鐵西九龍站舉行跨部門反恐演習（不包括懲教署）。

### 社交媒體言論自我審查
- 2022年8月9日，警方以「涉嫌多次透過該社交平台群組發布具引起或加深香港不同階層居民間的惡感及敵意的煽動意圖帖文」為由，拘捕「公務員Secrets」的兩名社交帳號管理員。有網民質疑，抱怨工作及批判政府政策行為如何觸犯國安法的界線。但民建聯立法會議員梁熙指，該社交帳號曾公開政府內部通告，涉及洩露機密資料。[290]
- 2022年8月11日，有4.5萬人追蹤的「家長 Secrets」在Facebook上表示，「本專頁今日內關閉」，「祝小朋友健康快樂成長」；過往一直轉發時事新聞跟發表諷刺言論的專頁「跟埋發叔」亦表示停運，「多謝各位多年拜祭」。
- 截止至2022年8月15日，「公務員Secrets」管理員被捕一事隨即在一眾「Secrets」專頁間引發寒蟬效應，眾多類近專頁陸續關閉，包括討論醫管局工作的HA Secret及大學校園生活的CUHK Secrets、HKU Secrets、CityU Secrets等等。[291]

### 歌曲禁令
- 2023年6月5日，香港律政司入稟高等法院申請歌曲的禁制令，要求禁止以任何方式在網上廣播、轉載、傳播、表演、刊印、發佈、出售、要約出售、分發、展示或複製《願榮光歸香港》，包括其曲調、歌詞或曲詞。[292][293]
- 2023年6月7日，不同版本的《願榮光歸香港》音樂，在香港iTunes 音樂排行榜中佔盡前十名。[294]
- 2023年6月12日，香港律政司禁播《榮光》的申請在高等法院開始審理，案件押後至7月21再審。[295][296]法官陳嘉信在庭上指出，現時入稟狀的答辯對象是「不具名人士」，要求律政司釐清誰是答辯人，以及禁制令一旦頒布後是否適用於全世界。[297]
- 2023年6月14日，港府於政府、律政司及警務處的網站，上載禁制令申請的傳訊令狀、臨時禁制令傳票及法庭命令文件。港府並提出抗辯的人士可於6月21日或之前於辦公時間內，到灣仔分區警署報案室提交法庭命令指明的個人資料和繳付所需行政費用。[298][299][300] 同日，多個音樂串流平台如KKBOX、iTunes、Spotify 等，均無法成功搜尋或播放多個版本的《願榮光》，僅剩下台語版本。[301] 「願榮光歸香港 Dgx原創團隊」晚上在 Facebook 專頁發文，表示「正在處理一些 和串流平台無關的技術問題， 很抱歉帶來暫時性的影響。謝謝每一位聽眾。」[302]
- 2023年6月19日，《願榮光歸香港》以新專輯形式於KKBox及Spotify重新上架，製作團隊指堅決反對任何試圖箝制思想及言論自由的行為，明白那份「不願連選擇音樂的自由也失去」的心聲[303]，多名建制派人士則指行為屬挑釁和煽動[304]。

### 投訴實名制
- 2023年6月14日，李梓敬稱，申訴專員公署近期已經不再跟進匿名、無從識別或下落不明投訴人作出的投訴，並建議各個執法部門和1823要盡快實施「實名投訴制度」，對「惡意投訴者」起到阻嚇作用。[305][306]

## 教育節目
香港電台節目《國安法事件簿》嘗試從專業的法律角度，引用歷史事例或外國例子，並邀請來自不同界別的嘉賓詳加說明，加深巿民對國家憲法、基本法與國安法的認識。該節目於2022年1月22日至2022年4月16日逢星期六晚上9時至9時30分於港台電視31及香港電台第一台同步播放，由全國政協委員兼香港律師會前理事會長蘇紹聰及香港政策研究所法治研究中心主任兼香港律師會理事會長陳澤銘主持。
2023年4月16日起播放第二輯《國安法事件簿2》，逢星期日下午4時至5時在香港電台第一台播放，同日晚上7時30分至8時在港台電視31播映。同日港台網站(rthk.hk)、港台 YouTube 頻道、流動程式 RTHK Mine 及RTHK Screen 同步播出及提供節目重溫。主持人照常不變，節目共有九集，據官網介紹，節目言及香港特區面對的國安風險，帶出維護國家安全的工作及其重要性。節目引真實案例，深入剖析各條文訂明的罪行，亦會討論香港國安法實施時所涉及的法律問題及青少年需要特別留意處。

## 延伸閱讀
- 朱國斌; 韓大元; 王江雨; 黃明濤. . 三聯書店（香港）. ISBN 9789620449109.
- 王振民、黃風、畢雁英等. . 三聯書店（香港）. ISBN 9789620447693.